# Bugatti Veyron
El Bugatti Veyron es un automóvil superdeportivo biplaza diseñado y desarrollado por el Grupo Volkswagen, producido por el fabricante Bugatti Automobiles S.A.S. en Molsheim, Francia desde 2005 hasta 2015.
La versión básica del 16.4 se fabricó hasta 2011 y, más tarde, las versiones Grand Sport y Super Sport se iniciaron entre 2009 y 2010. En el episodio final de la temporada 14 durante el "Top Gear Awards Ceremony", Jeremy Clarkson decidió que, siendo el final de una década (2000-2010), deberían premiar también el Coche de la Década, así que Clarkson comentó que el ganador de este premio tenía que ser el Bugatti Veyron, el único coche merecedor. Desde que el formato de Top Gear comenzara a principios de la década de 1990, solamente se ha otorgado una vez este premio. El nombre del coche es un reconocimiento a uno de los pilotos históricos de la marca: el francés Pierre Veyron.

## Detalles técnicos

En combinación de colores "panda" en Mánchester, ante una multitud formada esperando a David Beckham.

Cuenta con un motor W16 basado en dos bloques de 8 cilindros en "V" estrecha. Cuando se le pidió al jefe de desarrollo Bugatti Wolfgang Schreiber explicar cómo el mismo motor puede ser clasificado en 1001 SAE de potencia neta a las 6000 rpm en Estados Unidos, pero solamente 100 CV (99 HP; 74 kW) para Europa, se rio diciendo: 

"Los motores de producción son todo poniendo a cabo entre 120 y 140 CV (118 y 138 HP) (88 y 103 kW), suficiente para cubrir ambas promesas..."

Cada cilindro cuenta con una distribución de cuatro válvulas por cilindro y la configuración en V estrecha permite un árbol de levas para cada bancada de cuatro cilindros, por lo que el motor está equipado con un total de 4 árboles de levas. El motor es alimentado por cuatro turbocompresores, con una cilindrada de 7993 cm³ (8 L; 487,8 plg³), con una relación diámetro/carrera cuadrada de 86 x 86 mm (3,39 x 3,39 plg). El motor está acoplado a una transmisión de doble embrague de seis velocidades con tracción en las cuatro ruedas permanente, mediante el sistema de embrague Haldex. Utiliza los neumáticos especiales Michelin PAX Run flat, diseñados específicamente para rodar a la máxima velocidad del Veyron, que rondan los US$25 000 por juego. Los neumáticos solamente pueden ser desmontados de los rines en Francia, un servicio que cuesta US$70 000. Su peso en vacío es de 1888 kg (4162 libras), dándole al vehículo una relación peso a potencia de 446,3 a 100 CV (440,2 a 98,6 HP) (328,3 a 73,6 kW) por tonelada. La distancia entre ejes es 2710 mm (106,7 pulgadas) y la longitud total es 4466 mm (175,8 pulgadas). Tiene un total de diez radiadores:
- 3 intercambiadores de calor para los intercoolers de aire-líquido.
- 3 radiadores de motor.
- 1 para el sistema de aire acondicionado.
- 1 radiador de aceite de la transmisión.
- 1 radiador de aceite del diferencial.
- 1 radiador de aceite del motor.

Tiene un coeficiente aerodinámico de 0.36 en condición normal y de 0.41 después de desplegar su spoiler, así como un área frontal de 2,07 m² (3208,5 in²). Esto le da un área de arrastre (la combinación de coeficiente de arrastre y el área frontal, representado como CdA) de 0,74 m² (1147,0 in²).

## Velocidad máxima
La velocidad máxima del vehículo es de 431 km/h (268 mph) y el tiempo de aceleración de 0 a 100 km/h (0 a 62 mph) es de 2.5 segundos. La tracción en las cuatro ruedas y el motor central-trasero le brindan mayor estabilidad y una distribución equilibrada del peso. Si pasa los 230 km/h (143 mph), se despliega un alerón trasero móvil para aumentar la carga vertical, el cual debe bloquearse si se desea alcanzar la velocidad máxima, a través de una llave especial situada en la puerta del conductor.
Durante 2010, se produjo la versión más potente del Veyron: el Super Sport que monta un motor similar al del Veyron original, pero con una potencia incrementada a 120 CV (118 HP; 88 kW) a las 7500 rpm. Se trabajó intensamente en su reducción de peso utilizando fibra de carbono y marcó un récord Guinness de velocidad máxima de 190 km/h (118 mph).
Respecto al modelo original Veyron 1.6, el Super Sport presenta algunas modificaciones aerodinámicas con el fin de corregir algunas deficiencias en el manejo a altas velocidades, así como un aumento en la distancia entre ejes en 5 cm (2 pulgadas). La parte posterior también fue modificada con dos salidas de aire, con lo cual logró ser el Veyron más rápido jamás fabricado.

## Récords
El vehículo obtuvo el récord del automóvil más rápido del mundo en 2007. Posteriormente, fue superado por el SSC Ultimate Aero, con una velocidad máxima de 411,76 km/h (255,86 mph). Sin embargo, en junio de 2010, su versión más potente Super Sport, rompió nuevamente el récord con una velocidad máxima de 431,072 km/h (267,86 mph), registro oficial de los récords Guinness, para luego ser desplazado por el Hennessey Venom GT con una velocidad de 435,21 km/h (270,43 mph). Del mismo modo, también ostentaba la marca del auto más caro del mundo, según una lista publicada por la revista Forbes, aunque posteriormente fue superado por modelos como el Lamborghini Veneno, el Maybach Exelero y, finalmente, por el Lykan HyperSport. El Veyron tiene un precio aproximado de 1,6 millones de euros antes de impuestos.
Así mismo, fue considerado por varios medios como el mejor automóvil del mundo, una de las razones es que la marca alsaciana se dedicó a fabricar sólo este modelo y no fabricó otros modelos como hacen otros fabricantes de vehículos. La firma planeó una producción limitada de 500 unidades en su versión cupé; y 300 unidades descapotables antes de empezar a desarrollar otro modelo.

## Versiones especiales

### Jean-Pierre Wimille

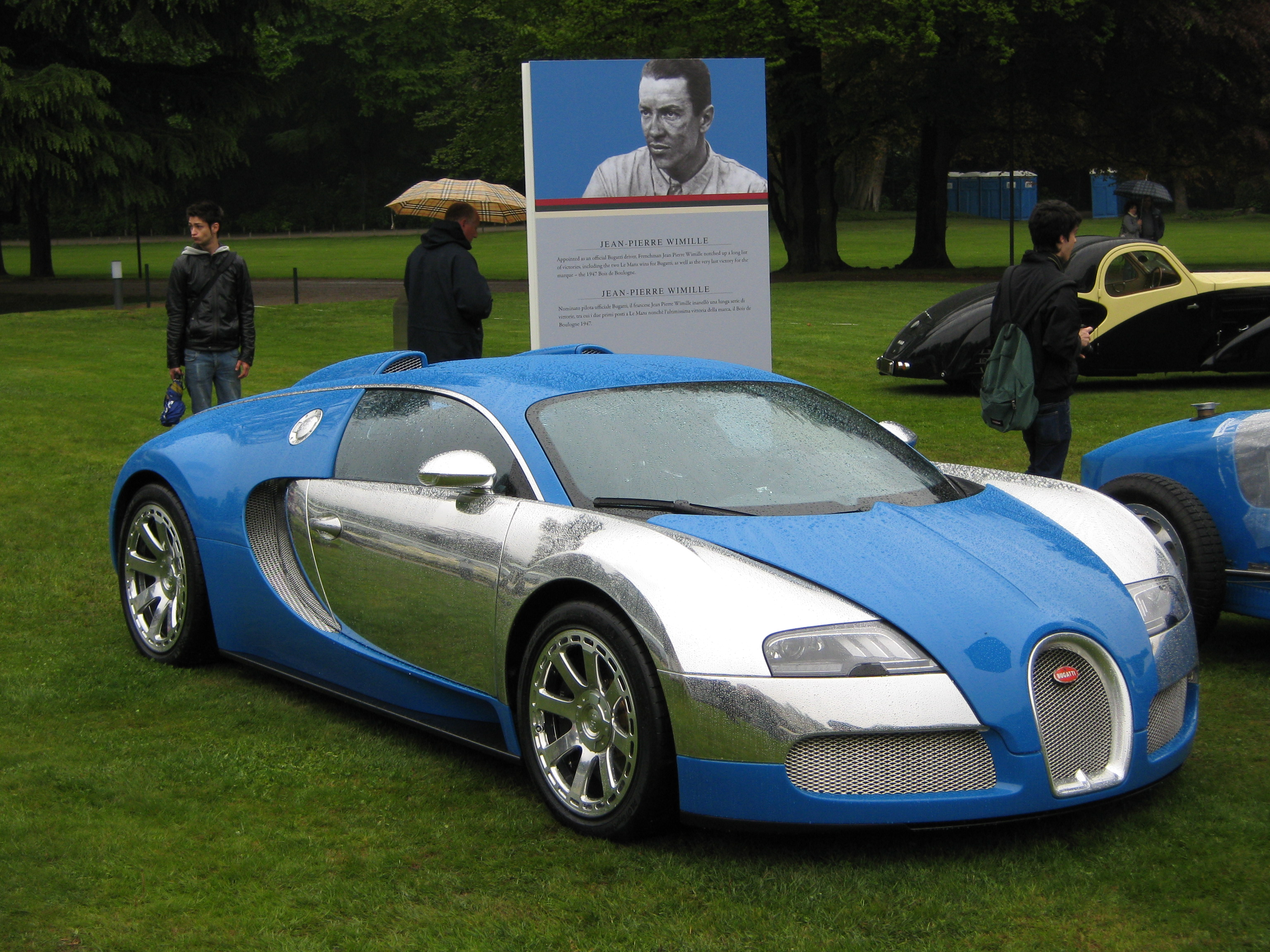
Versión especial Jean-Pierre Wimille.

El Grand Sport Vitesse “Jean-Pierre Wimille” fue el primer modelo de la edición Legends y celebró su estreno mundial en agosto de 2013 en Pebble Beach, California. El modelo rinde homenaje al expiloto de fábrica de Bugatti, quien logró la primera victoria de la marca en las 24 Horas de Le Mans en 1937 y luego repitió la hazaña dos años después.
La edición Legends se basa en el diseño del automóvil de carreras de Wimille de 1937: un Bugatti Type 57G Tank, que se produjo en la fábrica de Bugatti en Molsheim, Francia, entre 1936 y 1937, del cual solamente se fabricaron tres unidades en total. Bugatti esperaba que este modelo marcara el comienzo de una nueva era de éxito francés en la pista, ya que en ese momento, la mayoría de los ganadores conducían automóviles fabricados en el extranjero. El coche fue un éxito desde el principio, con Jean-Pierre Wimille una presencia constante al volante.
La carrocería de carbono del "Jean-Pierre Wimille" Legends Vitesse es de un azul brillante, ya que este era el color de los coches de carreras franceses en ese momento. El carbono visible azul oscuro proporciona un contraste armonioso con el tono azul claro "Bleu Wimille" que fue recreado especialmente para este modelo y es fiel al color original del tanque 57G. El contorno del histórico Circuito de Le Mans está pintado en plateado en la parte inferior del alerón trasero, recordando las legendarias victorias de Wimille. La firma del piloto de carreras está grabada con láser en los tapones de llenado de gasolina y aceite, que están pintados de azul oscuro.
La firma de Wimille también se puede encontrar dentro del automóvil en los reposacabezas. El interior del automóvil coincide con los dos tonos de azul utilizados en la carrocería. El volante y la palanca de cambios están decorados con una costura en los colores nacionales franceses: azul, blanco y rojo (un detalle muy refinado). El contorno reluciente del Circuito de Le Mans también adorna el interior, en forma de un relieve de aluminio pulido y fresado incrustado en la tapa de carbono visible azul oscuro en el compartimento de almacenamiento trasero.

### Jean Bugatti

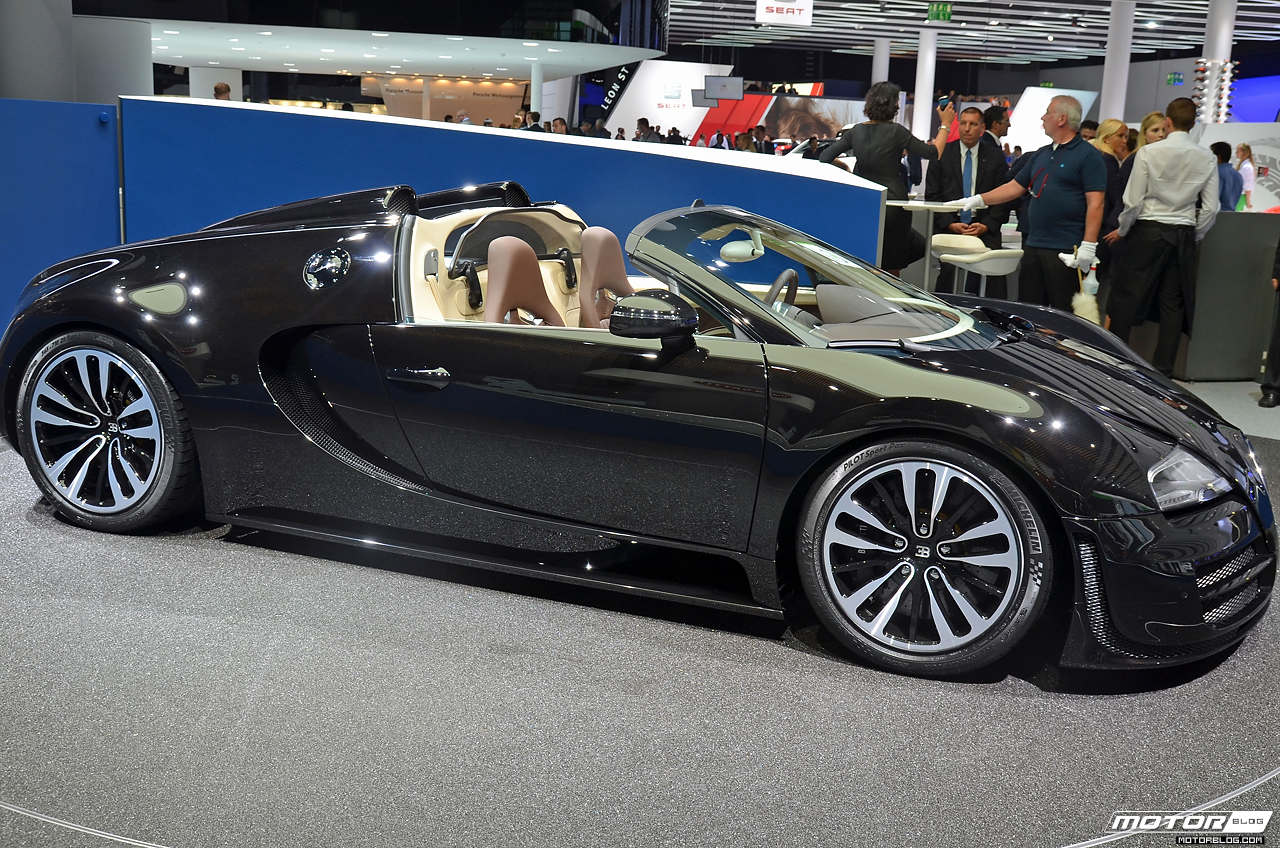
Veyron Jean Bugatti en el Salón del Automóvil de Fráncfort de 2013.

En el Salón del Automóvil de Fráncfort de 2013, Bugatti presentó el segundo modelo en su edición exclusiva Legends, el cual honró a Jean Bugatti, quien era el hijo mayor del fundador de la empresa, Ettore Bugatti y un talentoso diseñador de automóviles. Desde finales de la década de 1920, sus ideas personales de construcción y diseño tuvieron una influencia cada vez más importante en el desarrollo de la empresa con sede en Molsheim. Se convirtió en director de la empresa a la edad de 27 años en 1936 y aseguró su lugar en la historia del motor con sus carrocerías y diseños para motores y chasis pioneros antes de morir en un trágico accidente de tráfico en 1939.
El automóvil Legends recuerda a la versión “La Voiture Noire” del Type 57SC Atlantic, que se perdió desde la Segunda Guerra Mundial. El Atlantic fue la creación más famosa de Jean Bugatti: uno de los cupés deportivos más exclusivos y extraordinarios de la historia y ahora uno de los modelos antiguos más caros del mundo. En la actualidad solamente existen 3 modelos.
La carrocería del "Jean Bugatti" Legends Vitesse está fabricada en carbono visible negro azabache que irradia elegancia y artesanía de vanguardia. El uso de platino en la carrocería es un toque extravagante: la famosa herradura Bugatti en la parrilla delantera y el logo EB en la parte trasera, están hechos de platino reluciente. Esta fue la primera vez que Bugatti utilizó este material precioso para el exterior de un modelo moderno. El aspecto elegante y minimalista se ve acentuado por las ruedas, con llantas negras con corte de diamante. Como referencia al hombre que inspiró este modelo Legends, la firma de Jean Bugatti se grabó con láser en los tapones de llenado de gasolina y aceite y se pintó de gris ártico.
El interior también fue diseñado para ser lo más hermoso posible al original "La Voiture Noire". Todo el interior está forrado con cuero en sutiles tonos beige y marrón. Los elaborados diseños bordados en las puertas y la tapa del compartimiento de almacenamiento que muestran vistas laterales y de ojo de pájaro del contorno del Type 57SC, son extremadamente impresionantes. El amor por los detalles y el compromiso de utilizar los materiales más finos son evidentes en el interior del automóvil en el volante, donde el logotipo de EB también aparece en el platino reluciente. La palanca de cambios está hecha de la mejor madera de palisandro, como en el Atlantic.

### Meo Costantini

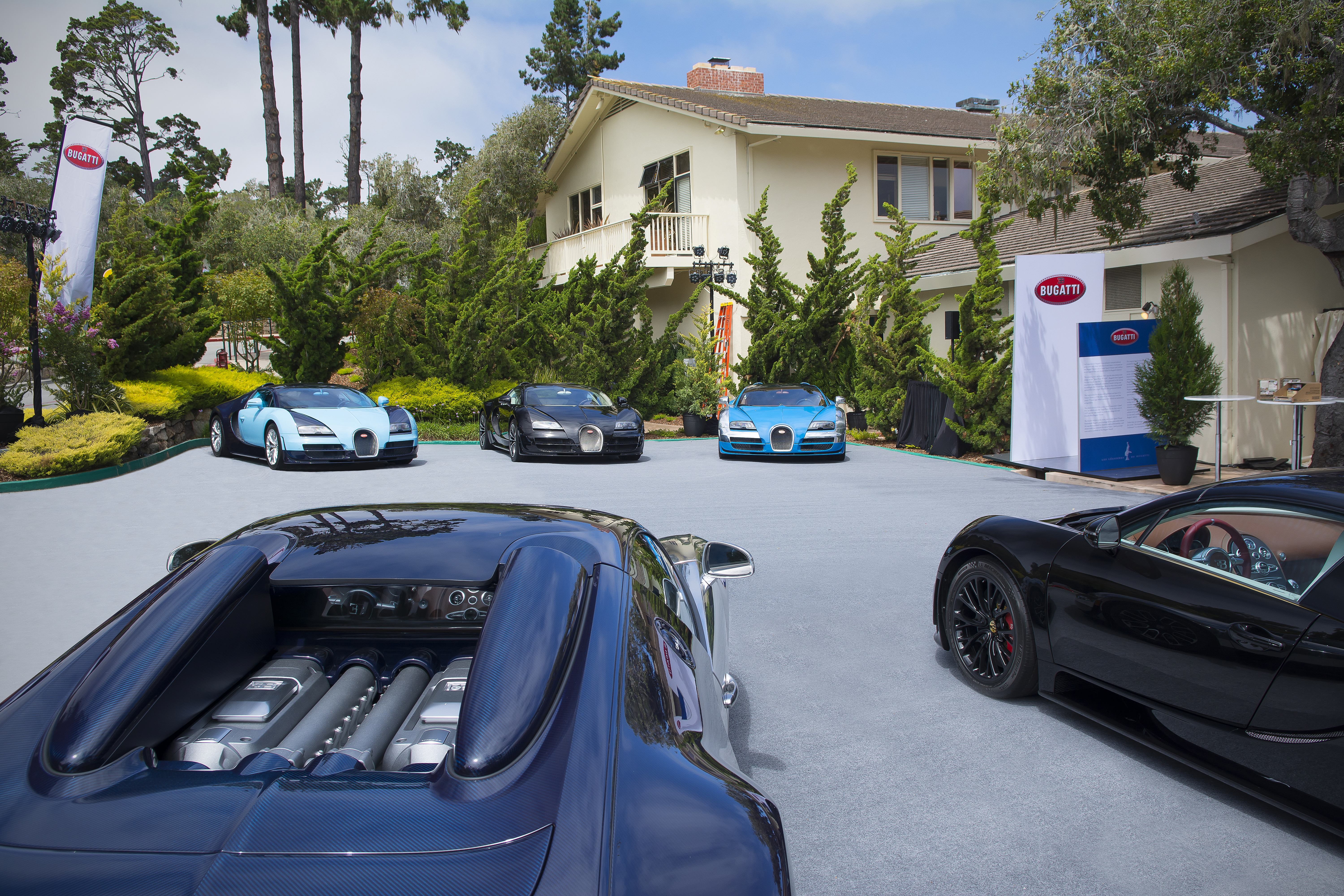
Ediciones Bugatti Legends con los Jean-Pierre Wimille, Jean Bugatti, Meo Costantini, Black Bess y Ettore Bugatti.

El tercer modelo de la edición Legends de Bugatti, que se presentó en Dubái en noviembre de 2013, estuvo dedicado a Meo Costantini, quien era un amigo de confianza del fundador de la empresa, Ettore Bugatti y el jefe del equipo de la fábrica desde hacía mucho tiempo. Costantini participó en carreras él mismo y representa la era más exitosa en la historia de las carreras de Bugatti. En dos ocasiones ganó la que entonces era la carrera de circuito más famosa e importante del mundo: la Targa Florio de Sicilia, en un Bugatti Type 35.
Los coches de Ettore Bugatti de la década de 1920 se caracterizaban por un diseño ligero y una estética técnica. El Type 35 fue uno de los autos de carreras más exitosos de todos los tiempos. El Vitesse "Meo Costantini" es, por tanto, también un homenaje al Type 35.
Los elementos de la carrocería de carbono se pintaron en un color de nuevo desarrollo llamado "Bugatti Dark Blue Sport", en referencia al clásico color francés de carreras y al Type 35. Los alerones, puertas, medallones y esquinas del parachoques delantero están hechos de aluminio pulido a mano. Bugatti es el único fabricante de automóviles de producción que ofrece carrocerías con aluminio visible pulido. El contorno del histórico Circuito Targa Florio aparece en azul en la parte inferior plateada del alerón trasero. La firma de Constantini está grabada con láser en los tapones de llenado de aceite y gasolina y pintada de plata.
Dentro del automóvil, la firma de Constantini se puede encontrar en los reposacabezas. El contorno de la Targa Florio también aparece aquí, en forma de un relieve de aluminio fresado y pulido en la tapa del compartimento de almacenamiento trasero. Las escenas de carreras y las imágenes de autos antiguos en las puertas brindan la mayor precisión y atención al detalle. Muestran los momentos más gloriosos de la carrera deportiva de Meo Constantini y el fascinante mundo del automovilismo en la tercera década del siglo pasado.

### Rembrandt Bugatti

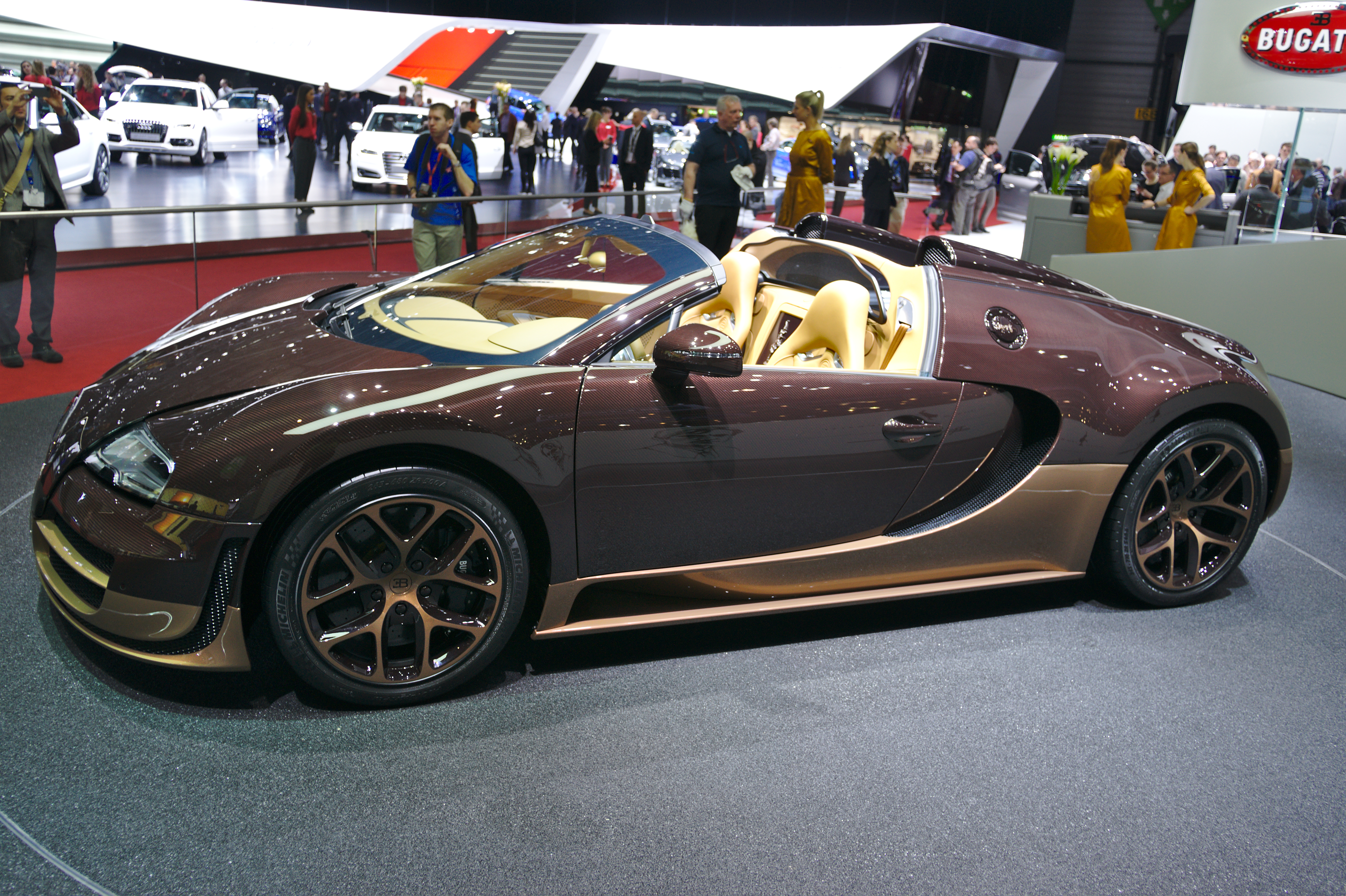
Rembrandt Bugatti en el Salón del Automóvil de Ginebra de 2014.

Rembrandt Bugatti era el hermano de Ettore y uno de los escultores más importantes de principios del siglo XX. Se hizo famoso por sus esculturas de animales. Sus obras, la mayoría de las cuales fueron fundidas en bronce, se exhibieron en muchas colecciones y museos de todo el mundo.
Una de sus obras más famosas es la escultura de un elefante danzante que aparece en la tapa del radiador del Bugatti Type 41 Royale y llegó a simbolizar la marca. Así como Ettore tenía un don para crear obras de arte automotrices, Rembrandt Bugatti era conocido por su extraordinario talento artístico y su extraordinaria habilidad en la elaboración de superficies. Rembrandt Bugatti representa las fuertes raíces artísticas de la familia Bugatti y por eso Bugatti le dedicó su cuarto modelo Legends. El modelo fue presentado en el Salón del Automóvil de Ginebra de 2014.
Las esculturas de bronce de Rembrandt Bugatti están decoradas y tienen alma real. Esto, así como el carácter tallado de su trabajo, inspiró la elección de colores y materiales de los diseñadores de Bugatti para este automóvil. La carrocería del Legends Vitesse está hecho en gran parte de carbono visible en bronce como referencia al material favorito del artista. El borde inferior del automóvil está pintado en un tono marrón más claro y elegante. La herradura de Bugatti en la parrilla delantera está hecha de platino reluciente, al igual que el logotipo de EB en la parte trasera. Las ruedas están revestidas en marrón oscuro "Fireflinch" y marrón claro "Noix". La firma de Rembrandt Bugatti está grabada en los tapones de llenado de gasolina y aceite.
El interior está forrado con cuero marrón claro. El detalle más llamativo es la famosa escultura de elefante de Rembrandt Bugatti, que se utilizó como gorra radiante para el Type 41 Royale y ahora es el símbolo tanto de la marca como de la serie Legends. El elefante de bronce fundido, producto de la artesanía de la pintura, está incrustado en la tapa del compartimento de almacenamiento trasero. Los paneles de la puerta de cuero trenzado en tonos de marrón suavemente contrastantes, son una demostración impresionante del compromiso de Bugatti con los materiales de alta calidad y la excelente artesanía. Estos herrajes de gran elegancia fueron desarrollados exclusivamente para el modelo Legends.

### Black Bess
El quinto modelo de la serie Legends de Bugatti recuerda al Type 18, apodado "Black Bess", que pasó a la historia del motor como uno de los primeros superdeportivos legales en la calle. En su día, fue uno de los autos de carretera más rápidos del mundo y es el antepasado directo del Bugatti Veyron, poseedor del récord mundial de velocidad.
Su primer propietario fue el pionero de la aviación francés Roland Garros, que cruzó con éxito el Mar Mediterráneo en un avión en 1913 después de ganar varias competiciones de vuelo. El Type 18 llamó su atención después de la victoria de Ettore en Mont Ventoux. Roland Garros quien amaba la velocidad, estaba buscando un automóvil que le permitiera viajar tan rápido en tierra como en el aire. Eligió el Type 18, un gran éxito de mercadotecnia para Ettore Bugatti.
El estreno mundial de Legends Vitesse "Black Bess" tuvo lugar en Salón del Automóvil de Pekín en abril de 2014.

### Ettore Bugatti

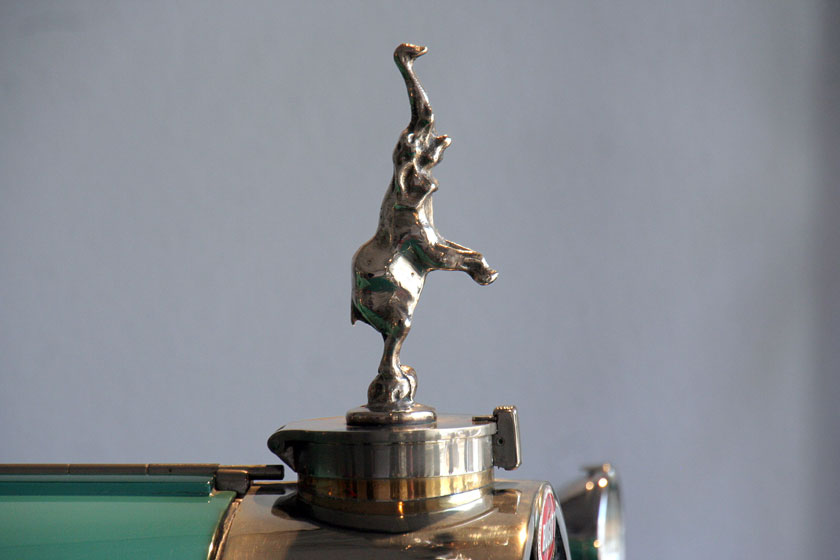
Ornamento con el elefante danzante sobre el radiador de un Bugatti Type 41 Royale de 1920.

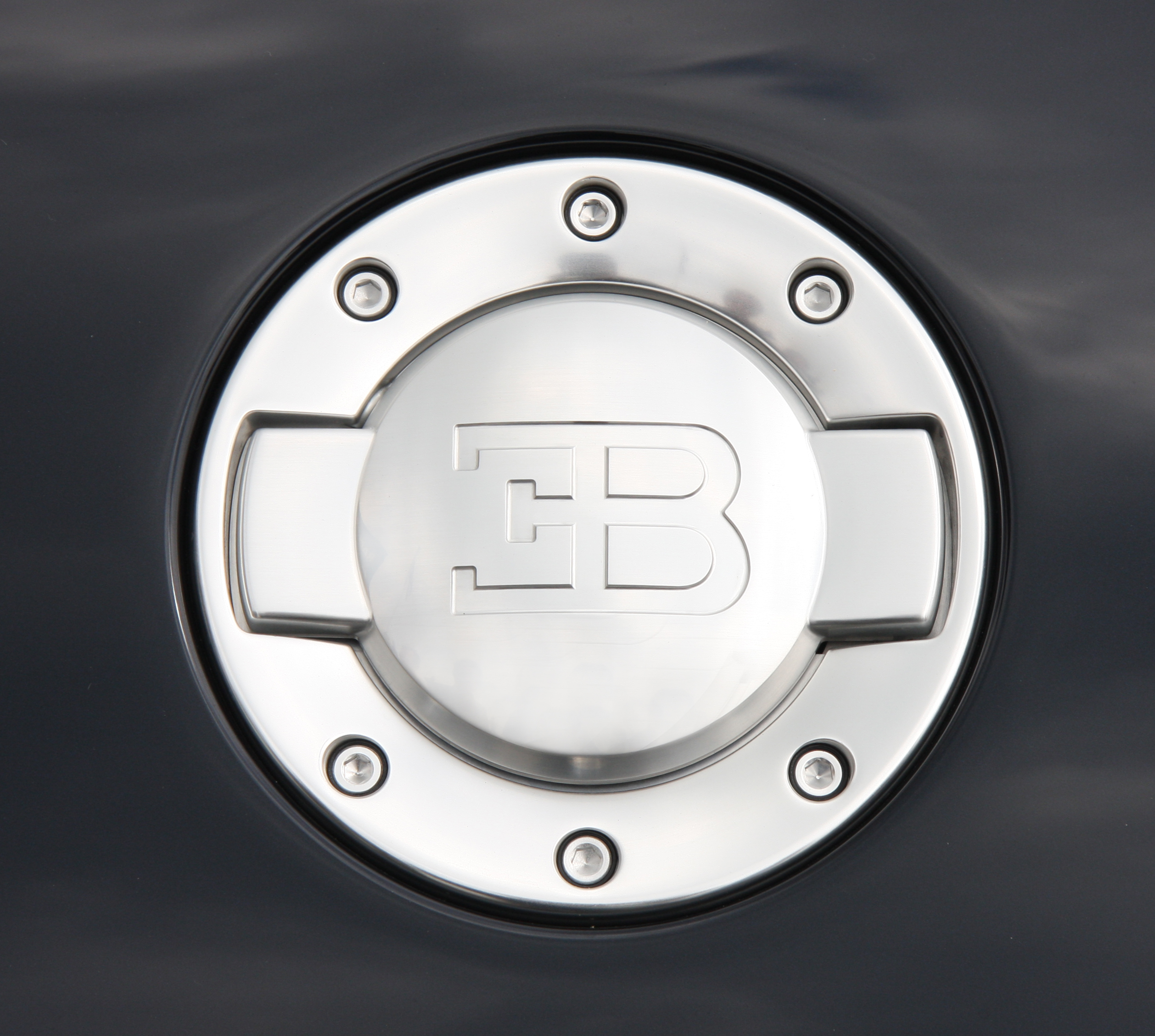
Tapón de llenado de gasolina en un Ettore Bugatti.

El sexto modelo es la coronación de la serie Legends, realizada en honor a Ettore Bugatti, fundador y mecenas de la marca, quien fue una de las figuras más importantes de la historia del automovilismo del siglo XX. Pudo combinar el rico legado artístico de su familia con sus propias ideas técnicas, sentando así las bases para un estilo de diseño que daría forma a la marca y la haría inconfundible.
Los valores de la marca “Arte, forma y técnica”, describen este enfoque único. Ettore Bugatti se esforzó por crear siempre una obra de arte única. Sus ideas y automóviles sentaron las bases para una marca automotriz que se convertiría en una de las más reconocidas y valiosas del mundo, tanto entonces como ahora. El propio Ettore Bugatti es una leyenda. Por lo tanto, solamente tiene sentido dedicar el auto Legends final, inspirado en el histórico Type 41 Royale, después de él. Bugatti presentó el automóvil en agosto de 2014 en la Semana del Automóvil de Monterey, California.
La parte delantera del cuerpo de carbono está hecha de aluminio pulido a mano, recubierto con laca transparente. Bugatti es el único fabricante que utiliza aluminio visible para la carrocería de un automóvil de producción. Las cubiertas de la parte trasera, los umbrales y el pilar A son de color azul oscuro con carbono visible. Especialmente para este automóvil, se desarrolló un diseño de rueda que se basa en las llantas más famosas de la historia del motor. La llamativa herradura de Bugatti y el logotipo de EB en la parte trasera están hechos de platino reluciente. Los tapones de llenado de gasolina y aceite están grabados con la firma de Ettore y pintados en plateado.
Para el interior del automóvil, Bugatti utilizó dos variedades de cuero por primera vez: cuero de becerro tradicional y cuero cordobés natural altamente exclusivo. Este último, que no se había utilizado antes, requiere un trabajo de pintura. El proceso de bronceado por sí solo puede durar alrededor de seis meses. El cuero cordobés, que se utiliza normalmente para los zapatos de la mejor calidad, es extremadamente resistente y proporciona un seguimiento firme. El detalle interior más llamativo es la figura platinada del "elefante danzante" diseñada por el hermano de Ettore, Rembrandt, que recuerda la tapa del radiador del Type 41 Royale. Está incrustado en la tapa del compartimento de almacenamiento trasero.

### Villa d'Este
En septiembre de 2009, para conmemorar el centenario de la empresa, Bugatti presentó cuatro modelos especiales del Veyron 16.4 en el "Concurso de Elegancia de Villa d'Este". Estos modelos recordaron la prestigiosa historia de carreras de la marca tradicional y celebraron uno de sus modelos más exitosos, el Type 35.
Al igual que en la época de Ettore Bugatti, los cuatro coches se presentaron con los colores de carreras de los países que competían en los deportes de motor en ese momento: azul para Francia, rojo para Italia, verde para Gran Bretaña y blanco para Alemania. Cada uno de los cuatro modelos se inspiró en un histórico "Grand Prix Bugatti".
Estos cuatro autos de carreras históricos lograron innumerables victorias durante las décadas de 1920 y 1930, con pilotos de carreras de fama mundial al volante. Los cuatro modelos de edición especial, llevan el nombre de cuatro pilotos de carreras: el Veyron azul se llama "Jean-Pierre Wimille", el rojo se llama "Achille Varzi", el verde se llama "Malcolm Campbell" y el blanco se llama "Hermann zu Leiningen".
Se prestó especial atención al elegir los materiales y colores para garantizar que los automóviles modernos conservaran las características distintivas de los modelos históricos. Los colores de los cuatro Veyron se mezclaron para ser fieles al original. El concepto de material histórico con elementos de la carrocería en aluminio pulido sin recubrimiento y otras partes pintadas en un solo tono transmite el espíritu discreto y elegante de la marca. La larga tradición de la marca también se refleja en el equipamiento interior, que se adaptó al modelo histórico respectivo de cada automóvil. El resultado cierra la brecha entre las victorias en carreras del pasado y el exitoso resurgimiento de la marca en el presente.

### Bleu Centenaire

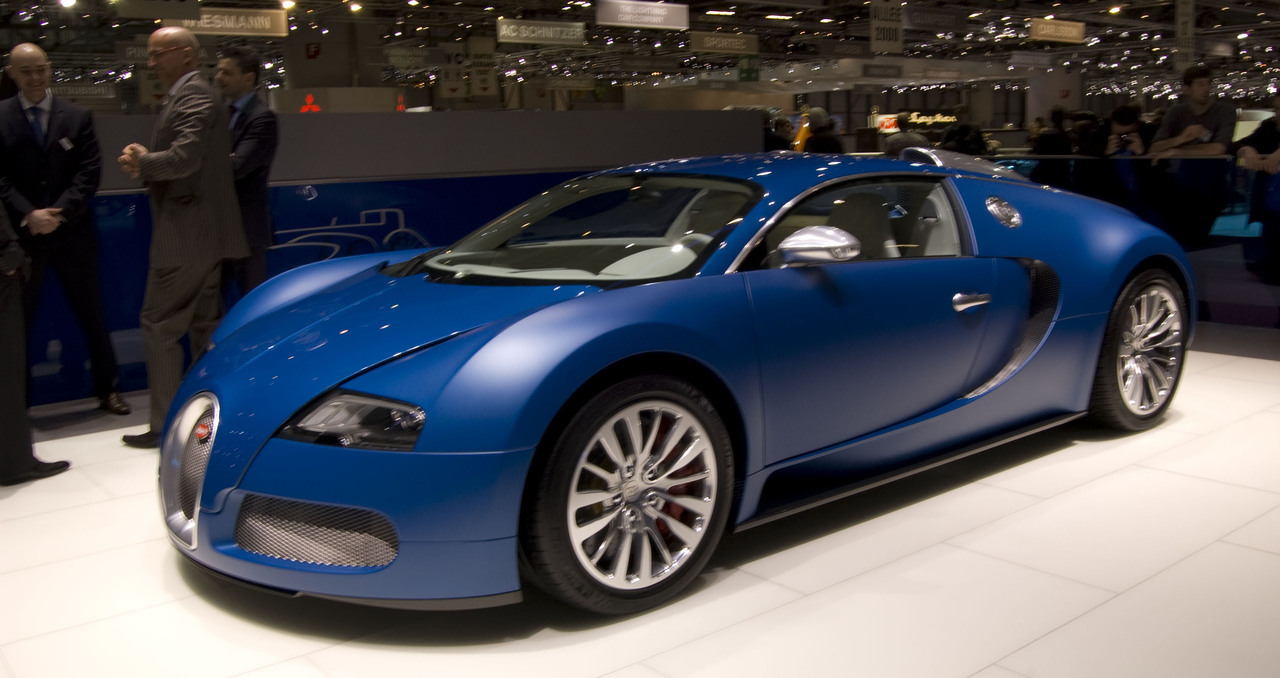
Bleu Centenaire en el Salón del Automóvil de Ginebra de 2009.

Esta versión se presentó en el Salón del Automóvil de Ginebra de 2009, con la cual se conmemoraron los 100 años de existencia de la marca. Se diferencia del modelo base en que está pintado en azul mate (“Sprint Blue Matte”) y azul metalizado (“Sprint Blue Gloss”). No hubo modificaciones en su motor ni en el habitáculo interior, ni ha llegado a la cifra de los 1350 CV (1332 HP; 993 kW) que se rumoreaba.
Este modelo especial utiliza el tradicional diseño Bugatti de dos tonos, pero lo interpreta utilizando dos tonos de azul. El resultado es una perspectiva visual completamente nueva. Partes del motor también se renderizaron en este color tradicional de Bugatti.
El emblema que se creó especialmente para este automóvil presenta un dibujo abstracto que representa los contornos de dos leyendas de Bugatti: el Type 41 Royale y el Veyron 16.4. El dibujo también contiene la inscripción “0–100”, lo que representa los 100 años desde la fundación de la marca.
Cada aspecto del Bleu Centenaire está a la altura de los valores de la marca Bugatti. Su elegante exterior, en dos tonos de azul, se complementa con las franjas del techo y los retrovisores exteriores de aluminio pulido y anodizado. Las rejillas del radiador y las rejillas de ventilación laterales están muy pulidas. Las pinzas de freno de color rojo vivo dan un toque deportivo a las llantas, que fueron desarrolladas especialmente para este modelo. El interior del automóvil, forrado con cuero "Snow Beige", es igualmente elegante. Este ambiente se ve reforzado por la consola central, que está revestida de cuero del mismo color.
Este auto es único al haberse construido solamente un ejemplar.

### FBG par Hermès

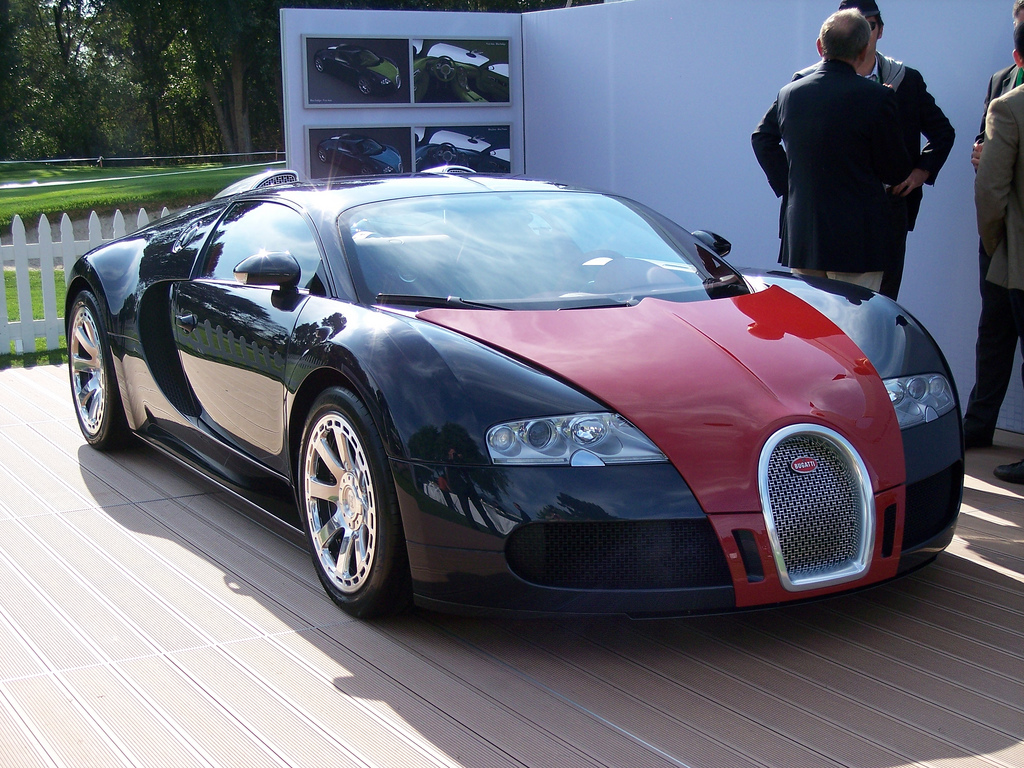
FBG par Hermès en el Quail Motorsports Gathering en Carmel (California) el 22 de agosto de 2008.

Es el producto de una colaboración con la reconocida marca de lujo parisina Hermès. El nombre de este modelo altamente exclusivo hace referencia a la tienda principal de Hermès en la Rue du Faubourg Saint-Honoré en el octavo distrito de París. "FBG" significa "Faubourg". El Fbg par Hermès representa una combinación perfecta de la delicadeza técnica y estética de Émile Hermès y Ettore Bugatti.
Junto con los artesanos de Hermès, el diseñador Gabriele Pezzini refinó el Veyron con el estilo de Hermès, permitiendo que la personalidad de esta joya de la ingeniería automotriz brille aún más que antes.
Esta edición especial del Veyron 16.4 estaba limitada a cuatro unidades. Posteriormente se fabricó un Veyron 16.4 Grand Sport con la misma configuración.
Los diseñadores utilizaron el diseño tradicional de la carrocería de Bugatti en dos tonos para crear una continuidad visual entre el diseño exterior y el interior: el color del capó continúa en el interior y se recupera nuevamente en el alerón trasero. Las rejillas de ventilación en el borde de las llantas están diseñadas con el estilo característico de las costuras de Hermès. Las rejillas de aluminio del radiador y de los intercoolers están marcadas con la letra "H", el símbolo de la marca Hermès. Casi todas las superficies interiores y numerosos detalles del Fbg par Hermès, como las manijas de las puertas y los asientos, fueron diseñados desde cero en los talleres de Hermès en París y destilan el lujo característico de la marca Hermès.

### Grand Sport Sang Bleu

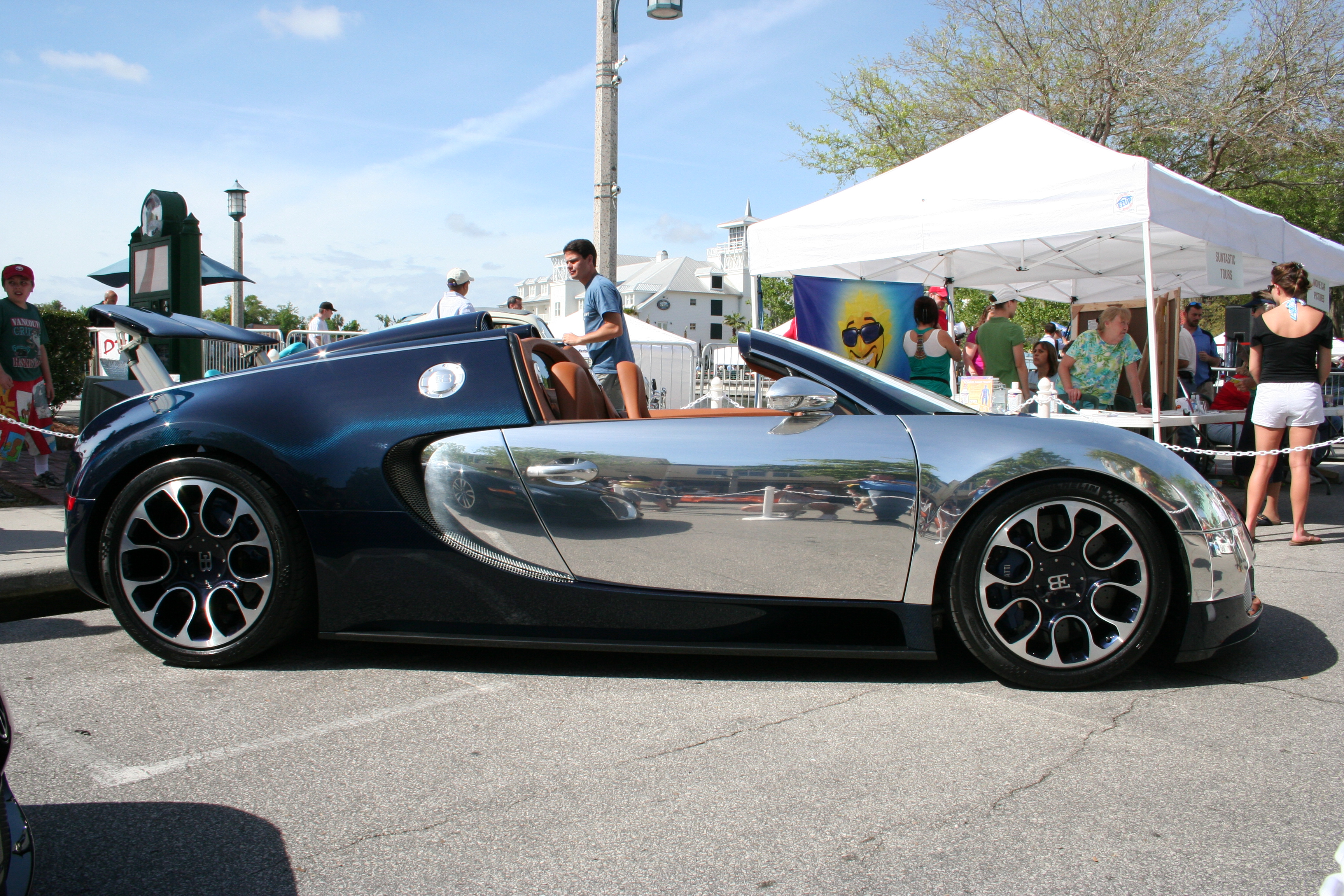
Sang Bleu en Florida el 17 de abril de 2010.

El Veyron 16.4 Grand Sport Sang Bleu se limita a una sola unidad que combina fibra de carbono y aluminio pulido. La fibra de carbono visual está teñida de azul real y las entradas de aire trasero se tienen de la misma pintura, por lo que hacen de este modelo como único es su clase, por decirlo así.
Fue el último de la serie de modelos especiales de Bugatti, realizados para conmemorar el centenario de la compañía en 2009. "Sang Bleu" significa "sangre azul" y representa otra interpretación del color característico de la marca.
También representa una implementación innovadora del principio de diseño de dos tonos característico de Bugatti. En modelos anteriores, se combinaron dos revestimientos superficiales diferentes. En este modelo, se combinaron por primera vez dos materiales de alta calidad, como fibra de carbono y aluminio.
En este modelo único, los elementos de fibra de carbono de la carrocería son azul real con carbono visible. Las paletas traseras están pintadas del mismo color. Para las llantas se eligió azul medianoche y talla de diamante. El interior está forrado con piel de gaucho, que en combinación con los materiales exteriores crea una impresión general elegante y armoniosa.

### Pur Sang

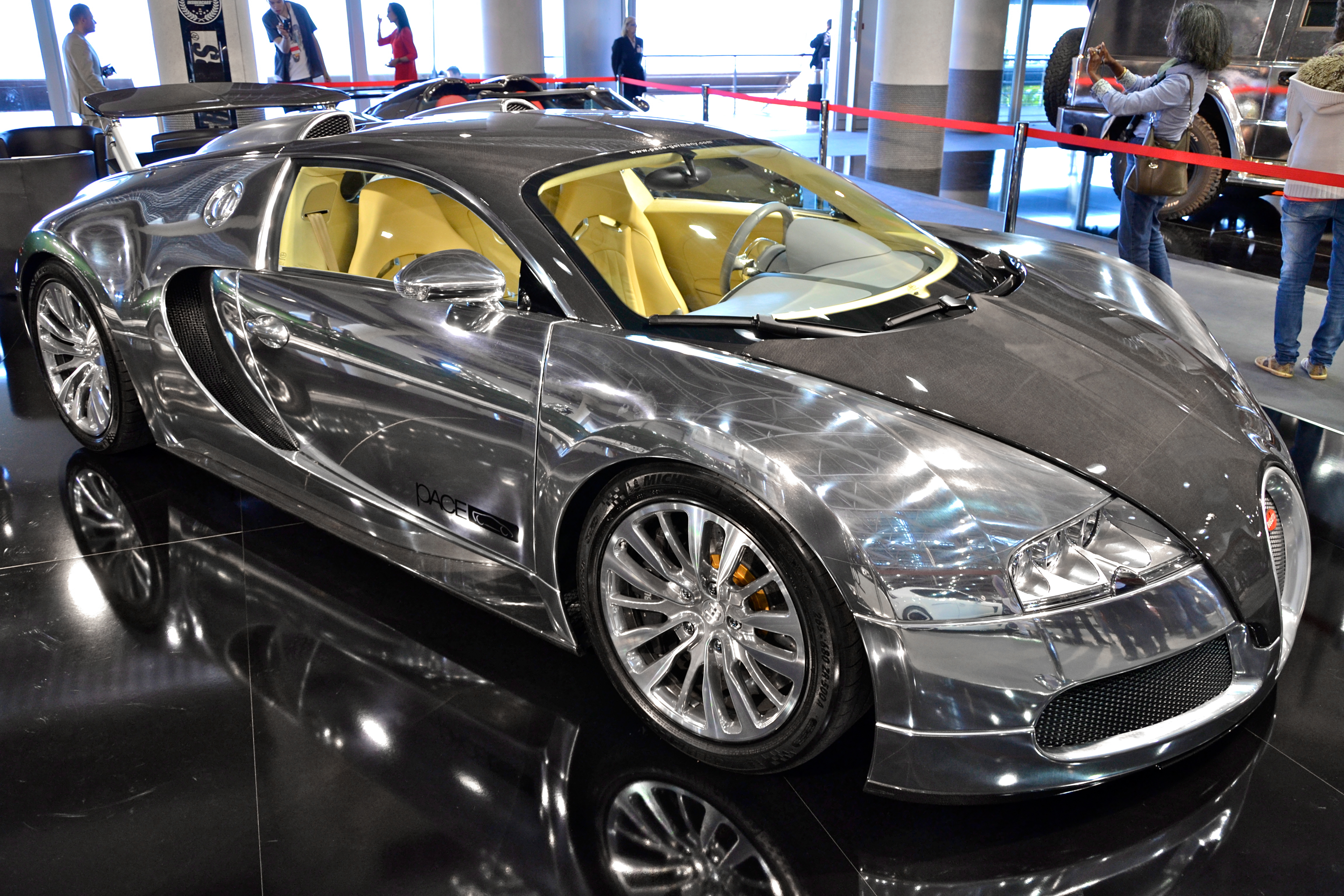
Pur Sang en Nancy (Francia) el 20 de abril de 2012.

Esta versión se destaca por no incorporar pintura en la carrocería, por lo que quedan al descubierto los materiales con los que es construida: el aluminio y la fibra de carbono. La ausencia de pintura le brinda menor peso al vehículo, lo que le permite una mejor relación peso a potencia. Las ruedas de aluminio están pulidas por dentro y cortadas con diamante por fuera.
El vehículo costó 1 400 000 € aproximadamente, no tuvo alteraciones en su motor y solamente fueron fabricadas cinco unidades, las cuales fueron adquiridas por potenciales compradores anónimos inmediatamente después que se exhibieran en las vitrinas. Fue presentado en 2007.
Fue desarrollado de acuerdo con el principio rector de Ettore Bugatti de crear siempre una obra de arte única. No solamente estableció puntos de referencia tecnológicos, sino que también encarna el ADN de diseño de la marca, establecido por Ettore y su hijo Jean, de una manera impresionante.
Cada componente del automóvil tiene un propósito específico y exuda una belleza técnica exquisita. Esto inspiró a Bugatti a desarrollar una configuración de material puro del característico diseño de dos tonos de Bugatti, es decir, sin una capa de pintura. El resultado es la edición especial "Pur Sang" (pura sangre).
Los materiales utilizados para la carrocería, carbono y aluminio, representan a la perfección la composición técnica y las características del automóvil. La carcasa de carbono rodea el motor y el interior del automóvil, abarcando todos los componentes estructurales principales, mientras que la luz que se refleja en los paneles de aluminio reluciente acentúa perfectamente los contornos del automóvil deportivo. Ambos materiales transmiten el carácter dual del automóvil: rendimiento y comodidad, carrocería y estructura. El armonioso estilo exterior también es claramente visible cuando se mira el automóvil desde arriba.

### Sang Noir

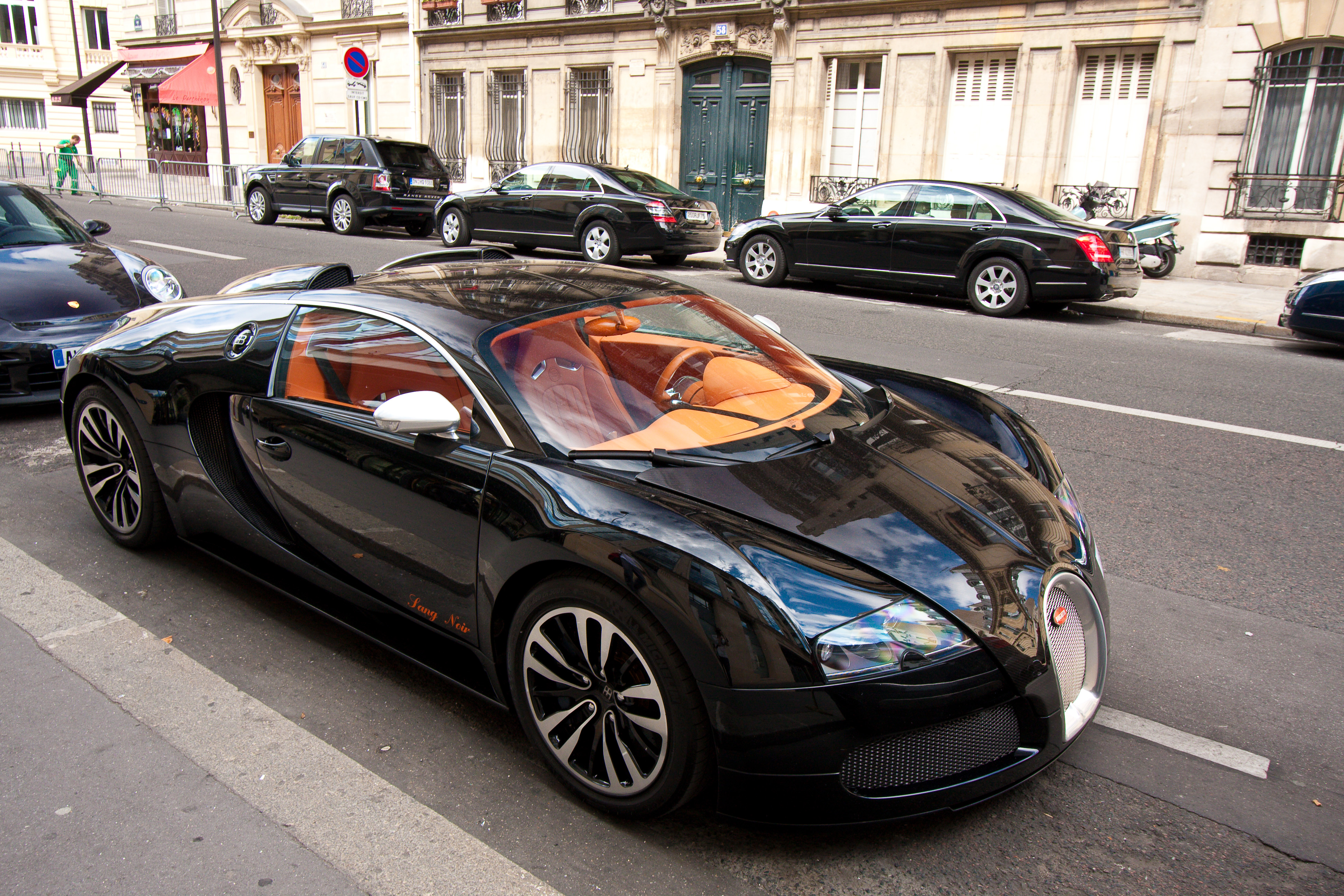
Sang Noir el 31 de julio de 2010.

Esta versión fue construida con el fin de brindar un homenaje al Bugatti Type 57 SC Atlantic, otro modelo que la marca construyó entre 1934 y 1940.
Esta versión se caracteriza por su carrocería en color negro metalizado y su interior desarrollado en color azul. Incorpora dos líneas cromadas que se extienden a los lados del vehículo a través del techo y posee una parrilla ligeramente modificada en su metalización. El grupo de ópticas delanteras incorpora una curvatura central, la parrilla intercambia su estructura de panal por una semejante en tono más metalizado y dos líneas de cromados se extienden longitudinalmente a través del techo. Las llantas de aleación también fueron modificadas, con centro y radios intercalados en colores negro y plata.
El habitáculo interior, en lugar de un tono beige con el metalizado, presenta una mayoría de tonalidad naranja sumado a un negro a juego con el exterior en la consola central y en el perímetro del salpicadero, remozado con alcantara.
Bugatti experimentó con tonalidades más oscuras. Vincent van Gogh dijo una vez: 

"A menudo me parece que la noche está mucho más viva y con más colores que el día..."

 El Sang Noir toma este pensamiento en serio.
Tanto el Type 57S Atlantic como el Sang Noir, demuestran de manera contundente la estrecha conexión entre el pasado y el presente de Bugatti.
La pintura exterior de color negro azabache puede parecer tenue a primera vista, pero una mirada más cercana revela efectos visuales, como el carbón visible negro saturado. El carbono visible complementa perfectamente los lados de la carrocería revestidos de negro. Los detalles metálicos como la parrilla del radiador Bugatti cromada y los tapacubos altamente pulidos, combinan lujo y estilo deportivo de una manera impresionante. En el interior, los accesorios de cuero de plena flor contrastan con la consola central negra en un acabado de laca de piano, otro ejemplo impresionante de la armonía de los extremos.
Fueron fabricadas 12 unidades y no hubo cambios en su motor.

### Mansory Vincero

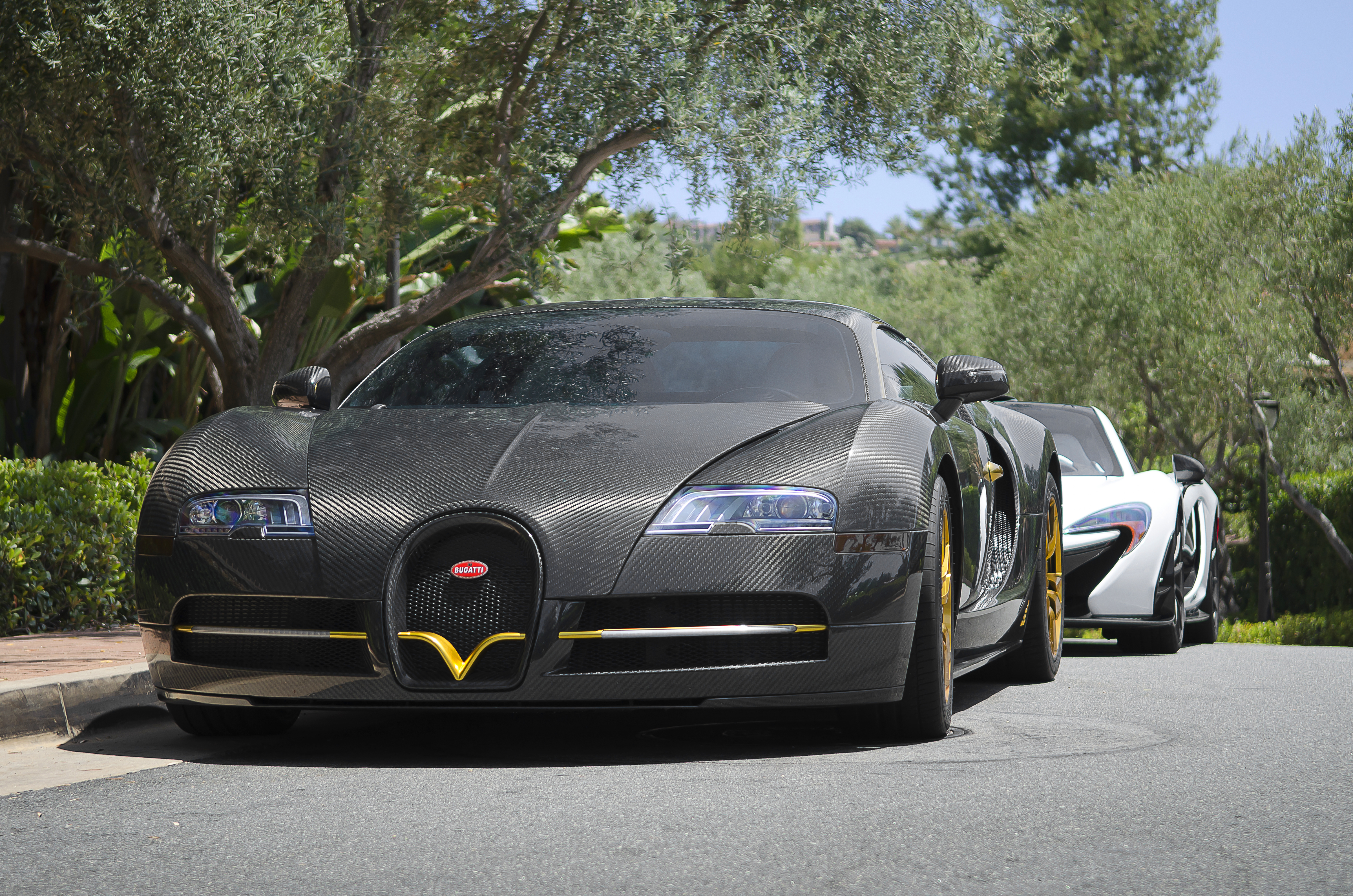
Veyron Mansory Linea Vincerò al frente de un McLaren P1 el 6 de junio de 2014.

Esta es una de las más recientes versiones del Veyron. Equipa unas llantas de aleación pintadas en color cobre-dorado y, en la parte inferior de la parrilla, se incorporó una 'V'. Del mismo modo, los reposacabezas incorporan la inscripción de Vincero. La tapicería se desarrolló en colores blanco y negro, mientras que el exterior es de fibra de carbono visible, siendo negro brillante. Fue preparada por el desarrollador Mansory y se fabricaron un total de tres réplicas, de las cuales una estuvo a la venta en el exclusivo concesionario Prestige Cars de Abu Dabi.
Había sido presentado en los Emiratos Árabes Unidos a mediados de 2008, la cual era una gama retocada mecánicamente y con pequeños cambios estéticos. Para 2009, se mostraron los cambios cuando Mansory optimizó únicamente la electrónica del motor, dejándolo con un rendimiento de 1109 CV (1094 HP; 816 kW) y un par motor de 1310 N·m (966 lb·pie). Lo curioso es que las prestaciones no variaron en absoluto.
El aspecto desgastado de los tonos bronce es visible también en las llantas de aleación, que tienen un aire a las montadas en el Pur Sang.
Los apoyos de las puertas reciben la aligerada fibra, así como la cubierta de la consola del conductor. Es un interior muy trabajado y lujoso que parece estar hecho más para lucir desde fuera que para utilizar y “desgastar” desde dentro. La preparación es solemne y de altísima calidad, aunque los limpiaparabrisas siguen sin ser nada elegantes.

### Grand Sport Matte White
Esta versión tiene un acabado de pintura blanca mate, con la parte inferior del coche terminado en fibra de carbono azul. El color azul también domina el interior del coche, junto con costura blanca en los asientos, volante y palanca de cambios y una consola de aluminio.
El famoso boxeador Floyd Mayweather, Jr. sumó uno más a su ya excesiva colección de Bugattis al comprar un Veyron Grand Sport Vitesse personalizado.

### Super Sport

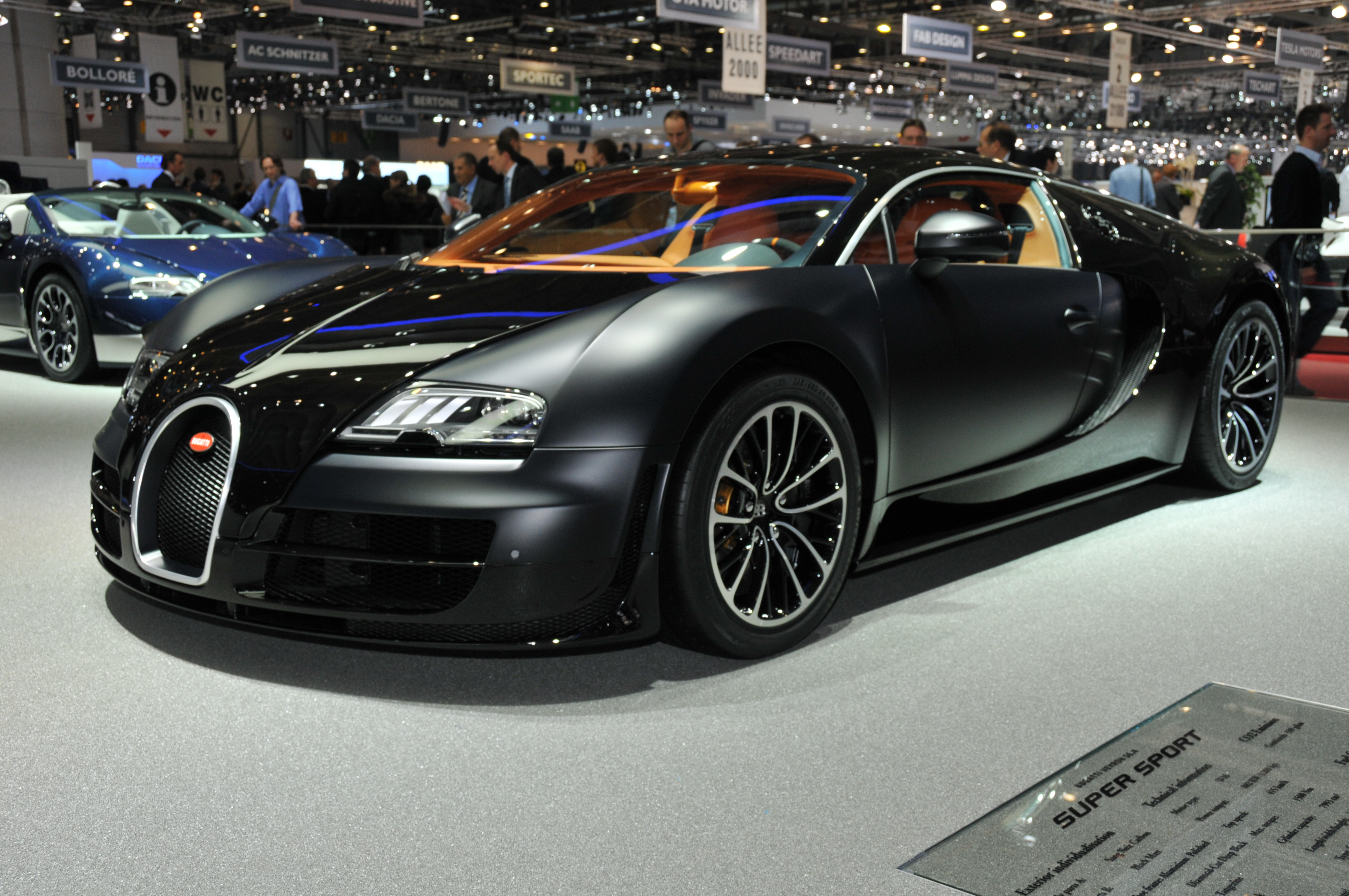
Super Sport en el Salón del Automóvil de Ginebra el 27 de febrero de 2011.

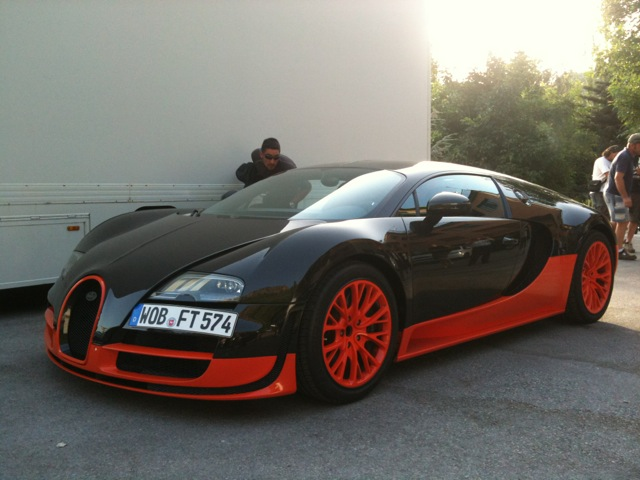
Super Sport World Record Edition el 28 de julio de 2010.

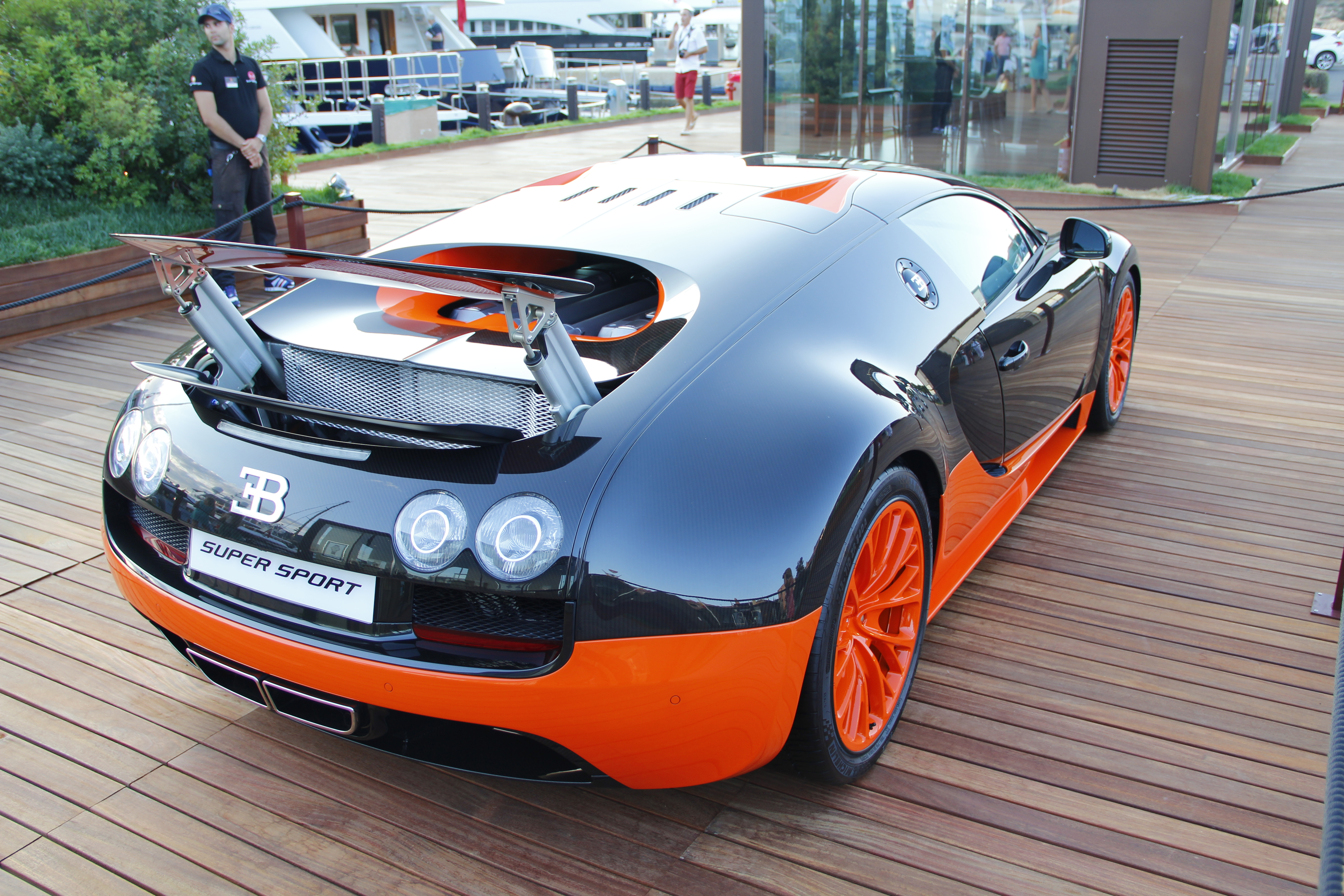
Vista trasera el 4 de julio de 2013.

Fue construido con el motivo de superar al SSC Ultimate Aero. Esta versión era considerada como la última para ser puesta en producción.
Cuenta con un kit aerodinámico mejorado, con una potencia de 1200 CV (1184 HP; 883 kW) y un par máximo de 1500 N·m (1106 lb·pie).
Su velocidad máxima es de 431 km/h (268 mph), por lo que fue el coche de producción para carretera más rápido del mundo, hasta que después fue superado por el Hennessey Venom GT, a pesar de estar su velocidad limitada electrónicamente a 415 km/h (258 mph) para proteger los neumáticos, que a mayor velocidad podrían desintegrarse. Los cinco primeros ejemplares de una producción cuyo número previsto, estarían listos para su debut en color negro mate combinado con tonos naranja y se denominarían Record Edition. Fue lanzado al público en el Concurso de la Elegancia de Pebble Beach en agosto de 2010.
Se han desarrollado nuevos sistemas, específicos para el modelo, como turbocompresores de mayor diámetro o intercoolers sobredimensionados respecto a los montados en el Veyron 16.4 "normal". La caja de cambios también ha sido modificada.
El Super Sport se presentó en el episodio 5 de la temporada 15 de Top Gear, donde el presentador James May intentó establecer un nuevo récord de velocidad, logrando alcanzar 417,6 km/h (259,5 mph), registrando brevemente una nueva marca de velocidad para un automóvil de producción. Sin embargo, más adelante en el mismo día, uno de los pilotos de pruebas de Bugatti Pierre-Henri Raphanel, rompió el récord anterior de May, estableciendo un nuevo récord realizando dos carreras en ambas direcciones, ya que May consiguió su récord en una sola dirección, mientras que Raphanel logró alcanzar 427 km/h (265 mph). El registro de los dos recorridos realizados por Henri Raphael alcanzó una velocidad media de 431 km/h (268 mph).
El automóvil dio la vuelta al circuito de pruebas de Top Gear encabezando la tabla de líderes de vuelta con un tiempo de 1:16.8, solamente por debajo del Gumpert Apollo Sport que ostenta el primer lugar.

#### Diseño
En el Veyron Super Sport las estabilizadores ahora son más rígidas, se ha aumentado ligeramente el recorrido de los muelles, además de añadir amortiguadores con tecnología heredada de la competición. La apariencia exterior del Super Sport también ha sufrido sus cambios, siendo el principal la nueva cubierta del motor, que apenas deja algo de él visible desde el exterior; el motivo de esta cubierta es aumentar el flujo de aire hacía el interior del vano motor, cambiando la ubicación de las entradas de aire al techo, además de las laterales, así como mejorar la aerodinámica. Las dos entradas de aire laterales son dobles y de mayor tamaño, acompañadas de un pequeño splitter en la parte baja del paragolpes, que se extiende hacia los laterales, en la parte trasera es la enorme salida de escape que se divide en dos salidas en forma horizontal.

#### World Record Edition
El World Record Edition fue producido solamente en cinco unidades, las cuales fueron las primeras del modelo. La carrocería está completamente hecha en fibra de carbono, que en esta edición quedará sin pintar, salvo en la parte baja, donde destaca el color naranja, mientras que en los siguientes modelos solamente aparecía en opcional. También se ha elegido esa misma combinación de colores y materiales. Los 1200 CV (1184 HP; 883 kW) se plasman en su interior; tiene un aspecto más agresivo, con aplicaciones de fibra de carbono expuesta en los paneles de las puertas, consola central y costuras color naranja. Tenía un precio de 1 200 000 €.

#### Rendimiento
Tras las modificaciones, lo llevaron a la pista de pruebas de Volkswagen en Ehra-Lessien, que con una recta de 9 km (5,6 millas) de longitud, ha sido el lugar escogido para poner el Super Sport a más de 430 km/h (267 mph). Acompañados por el TÜV, AutoBild Alemania y un equipo del Libro Guinness de los récords, iban solamente con el récord y la homologación en mente.
En el intervalo de una hora, el probador oficial Pierre-Henri Raphanel completó la recta, de ida y vuelta. A la ida registró una velocidad punta por GPS de 427,933 km/h (265,905 mph) y a la vuelta unos todavía más increíbles 434,211 km/h (269,806 mph), pero TÜV exige una media para la homologación, así que la punta oficial que aparecería en la ficha técnica del coche es de 431 km/h (267,811 mph). En todo caso, muy superior a los 418 km/h (260 mph) de los que John Hennessey tanto presumía. El modelo en dar el recorrido en la pista fue un Bugatti Veyron Super Sport World Record Edition.

#### Rumor sobre un Super Veyron
Un rumor en la revista Automobile Magazine, ha planteado que Bugatti podría estar realizando movimientos en los que estarían trabajando en una versión mejorada del Veyron Super Sport.
Los datos serían unos 1600 CV (1578 HP; 1177 kW) sacados de una mayor cilindrada y 250 kg (551 lb) menos de peso que el Super Sport, recurriendo intensivamente a la fibra de carbono, lo cual significa unos 1600 kg (3527 lb) en total. Esto sería una relación potencia a peso de 1 CV/kg o 1000 CV (986 HP; 736 kW) por tonelada. Con todo esto, el "Super Veyron" sería capaz de hacer el 0 a 100 km/h (62 mph) en solamente 1,8 segundos y alcanzar los 463 km/h (288 mph), mejorando las cifras de un Fórmula 1.

### Bernar Venet

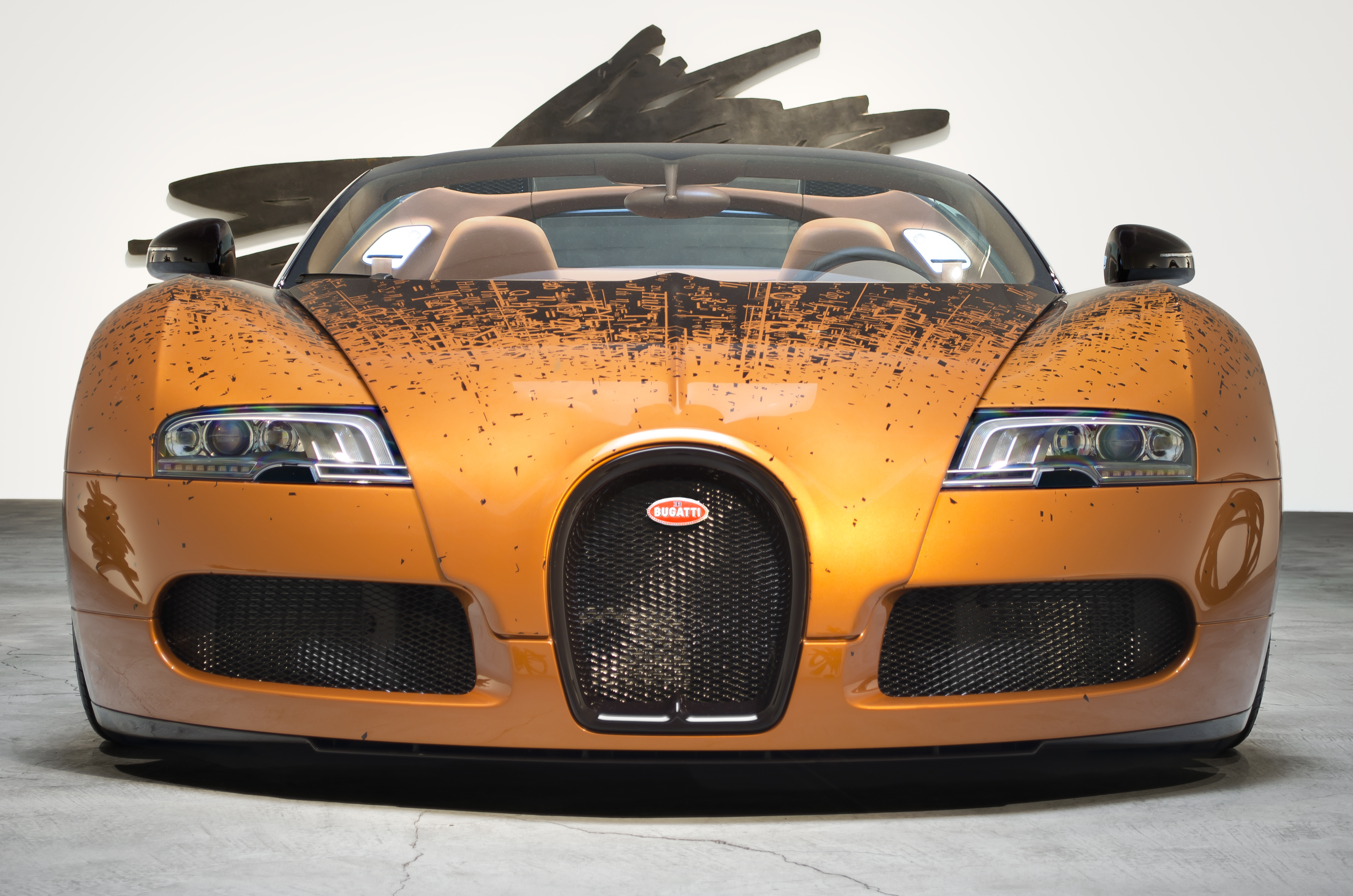
Grand Sport inspirado por el artista francés Bernar Venet el 26 de octubre de 2013.

Esta versión ha pasado por las manos del escultor francés Bernar Venet para ofrecer una visión más artística y exclusiva. El escultor ha combinado los colores marrón y ocre para lograr un Veyron bicolor en el que las figuras matemáticas son las protagonistas. Para él, un Bugatti es ya una obra de arte por sí misma, que transporta a su conductor hacia nuevas dimensiones de la realidad, pero aclara que se sintió especialmente atraído por los cálculos matemáticos que los ingenieros de Bugatti realizaron durante el desarrollo del coche. Por así decirlo, era una conclusión lógica y un nuevo reto en términos específicos.
El interior ha sido decorado en sintonía cromática con el exterior y solamente las inserciones metálicas ponen la nota discordante a las tonalidades marrones escogidas por el artista galo. El volante y el salpicadero presentan un tono más oscuro, mientras que las fórmulas y ecuaciones buscan su sitio en los paneles de las puertas.
Este modelo extraordinario y único, del cual fue fabricado un solo ejemplar, combina un diseño de superficie artístico y atractivo con un interior de estilo de alta costura.
El artista también pretendía que su interpretación del Grand Sport fuera vista como un homenaje a la ingeniosa tecnología y la experiencia de la ingeniería alemana. Esta escultura automotriz se presentó en la Colección Rubell Family en Art Basel Miami Beach en 2012.
Las fórmulas matemáticas y científicas que se inspiran en la velocidad del coche, explotan hacia afuera desde la parte delantera del vehículo, extendiéndose sobre las alas y hacia los lados. El color oxidado de las fórmulas, que también se puede encontrar en el interior, hace referencia a una serie de exitosas obras escultóricas de Venet. Los diseñadores de Bugatti crearon plantillas especiales y las usaron para agregar individualmente las fórmulas al exterior del automóvil, luego se agregaron varias capas de laca para lograr una superficie perfecta. En el interior, las fórmulas se bordaron en los materiales, un ejemplo sobresaliente de maestría.

### L'Or Blanc

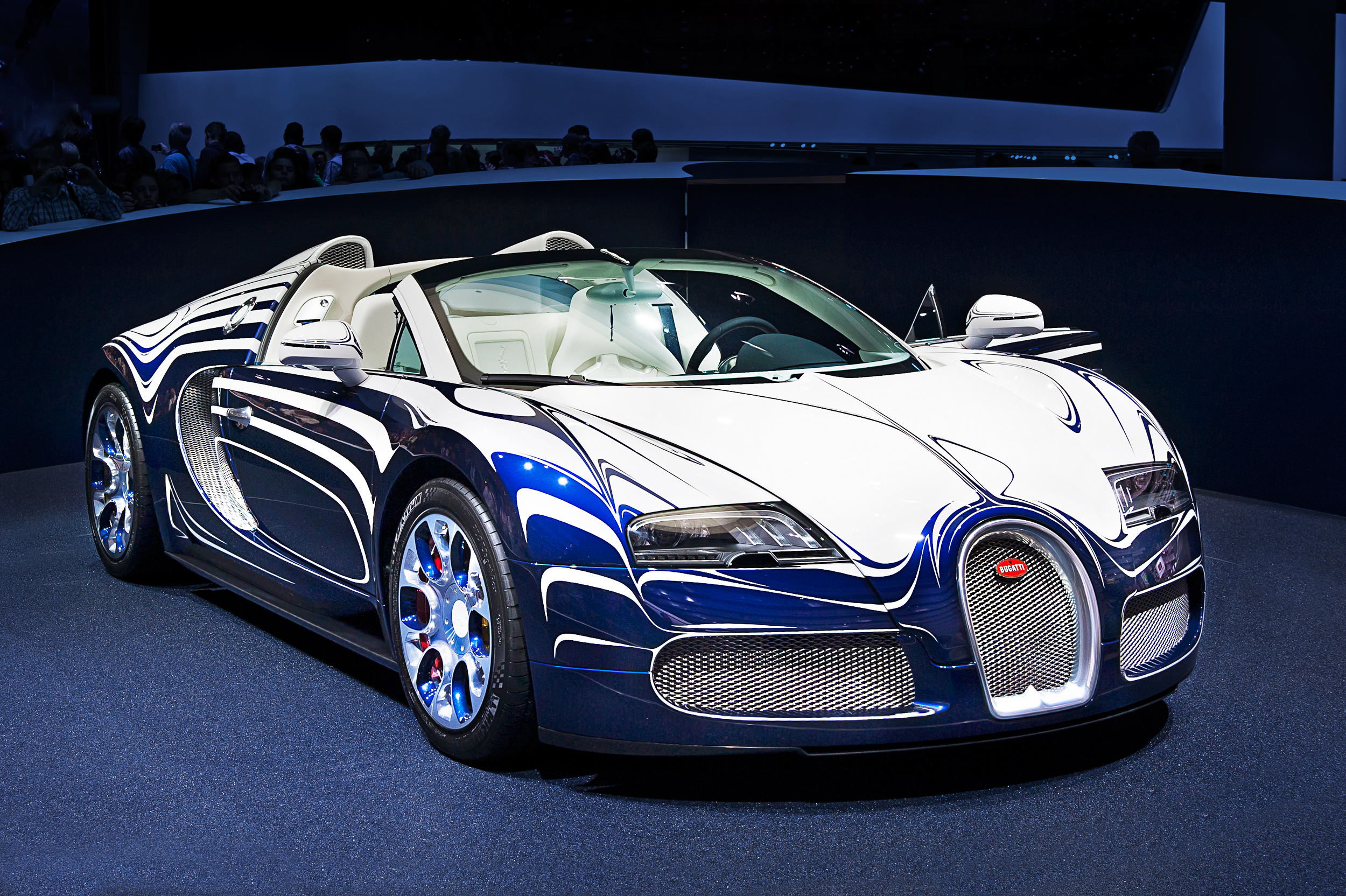
Veyron L'Or Blanc en el Salón del Automóvil de Fráncfort el 22 de septiembre de 2011.

Este modelo fue realizado en colaboración con la casa de porcelanas alemana KPM, que se encargó de las aplicaciones y diseños especiales. El modelo, único en el mundo, viste de blanco con unos detalles en azul marino que recorren toda la carrocería. Además, equipa un total de 12 elementos de porcelana, incluyendo una bandeja de caviar. Su precio final fueron 1 630 000 € y se vendió a un empresario árabe.
El precio de todo esto era de 2 800 000 NZ$ y el roadster, que se exhibió en el Salón del Automóvil de Fráncfort a finales de 2011, se presentó en Berlín.
El automóvil de "oro blanco" se produjo para marcar el inicio de una asociación entre Konigliche Porzellan-Manufaktur Berlin (KPM) y Bugatti, informó el Daily Mail: 

"Instalar porcelana en el auto convertible más rápido del mundo parece una idea bastante extraña..."

 dijo Stefan Brungs, jefe de ventas de la marca, a la agencia de noticias Bloomberg L.P.
L'Or Blanc, que está pintado en blanco vibrante con líneas azul real que se curvan a lo largo del exterior, fue desarrollado como un modelo único para un empresario no identificado de los Emiratos Árabes Unidos, quien tiene una colección de alrededor de 800 coches.
Cuenta con 12 elementos de porcelana, que incluyen insignias de ruedas y tapas de combustible y aceite. Un panel que representa a un elefante de pie sobre sus patas traseras, un símbolo de Bugatti, está montado entre los asientos. Un cetro, el logotipo de KPM entregado a la empresa en 1763, está incrustado en la parte superior del parabrisas.
Lo más destacado del automóvil es un plato de porcelana en la consola central. El plato puede servir como bandeja de caviar, cuando se usa junto con un cubo de hielo que es parte de un juego de pícnic especialmente diseñado, dijo Achim Anscheidt, jefe de diseño de Bugatti: 

"Todo está organizado de una manera que permite la máxima comodidad durante el viaje..."

### Veyron 16.4 Grand Sport Vitesse

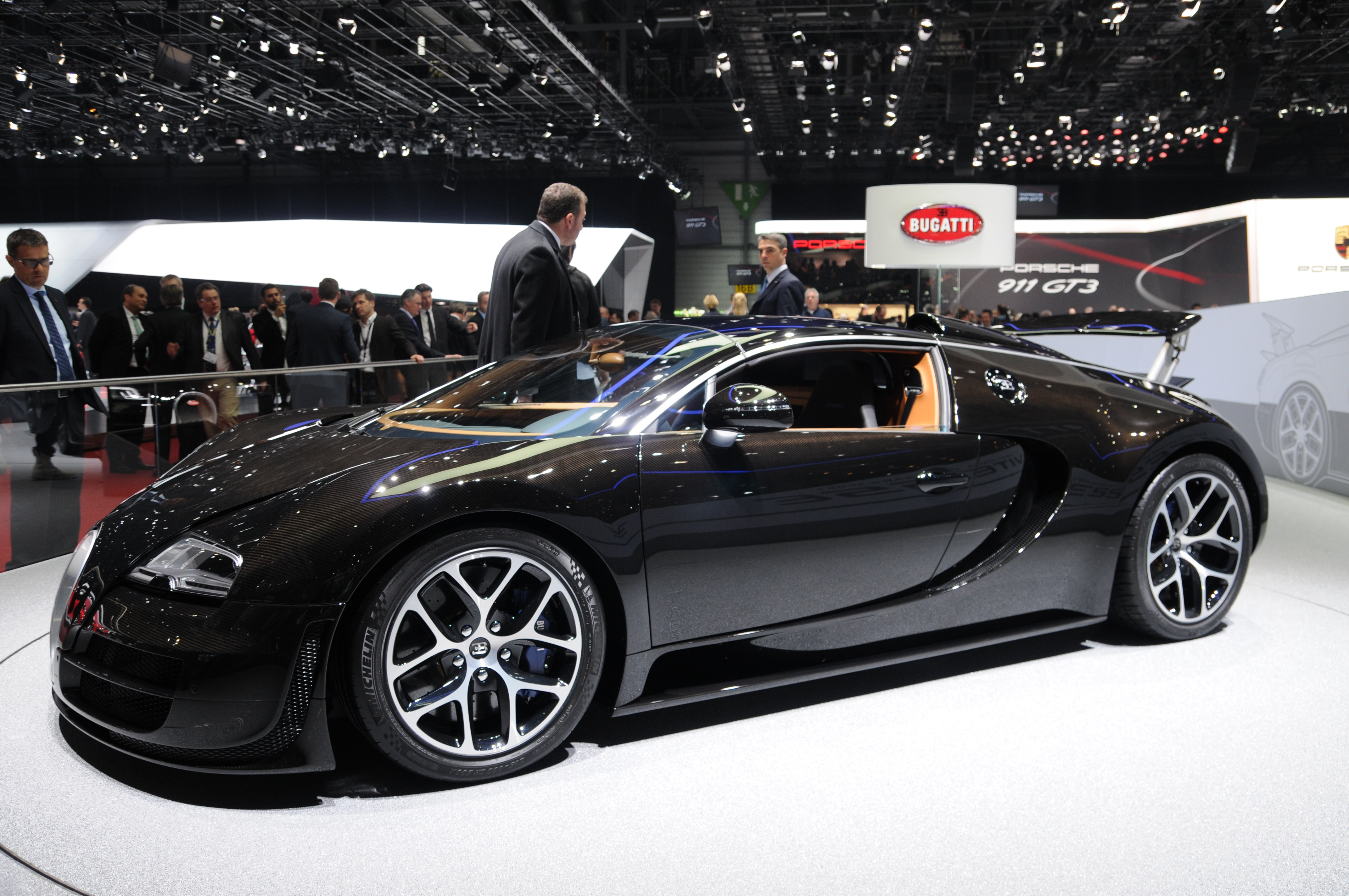
Grand Sport Vitesse en el Salón del Automóvil de Ginebra el 5 de marzo de 2013.

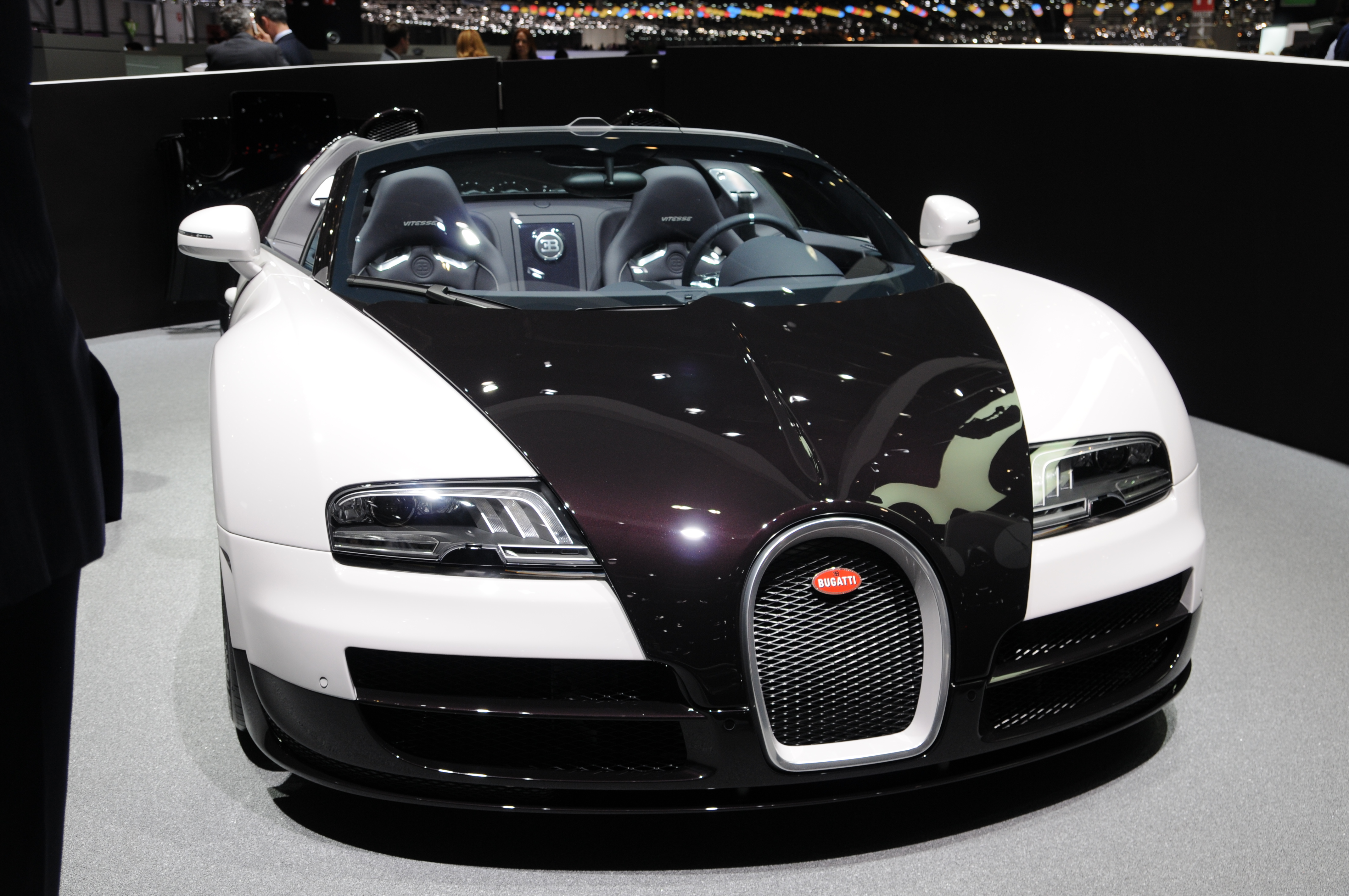
Grand Sport Vitesse en el Salón del Automóvil de Ginebra el 4 de marzo de 2014.

El 16.4 Grand Sport Vitesse es una versión del Grand Sport con el motor del Super Sport, que produce una potencia máxima de 1200 CV (1184 HP; 883 kW) a las 6400 rpm y un par máximo de 1500 N·m (1106 lb·pie) a las 3000-5000 rpm. Estas cifras permiten que el coche alcance los 100 km/h (62 mph) en 2.6 segundos. En carreteras normales, se limita electrónicamente a una velocidad máxima de 375 km/h (233 mph).
Esta versión se dio a conocer en el Salón del Automóvil de Ginebra de 2012 y más tarde apareció en el Salón del Automóvil de Pekín de 2012 que inicia en los 24 500 000 yuanes o US$3 880 000 y en el Salón del Automóvil de São Paulo de 2012.
El precio base del Vitesse son 1 690 000 €, sin incluir impuestos ni transporte, mientras que el coche del Salón de Ginebra de 2012, cuesta 1 790 000 €; y en el del Salón del Automóvil de São Paulo 2012 cuesta 1 900 000 €.
Es la versión roadster del Veyron 16.4 Super Sport. “Vitesse” es la palabra francesa para velocidad, siendo el roadster de producción más rápido y potente del mundo.
Demuestra que es posible crear una versión roadster de un superdeportivo con un rendimiento inigualable que no solamente es increíblemente rápido y dinámico, sino que también es extremadamente cómodo y seguro de conducir. Lo más impresionante es la conducción descapotable: los pasajeros están expuestos directamente al sonido del motor y los turbocompresores, lo que garantiza una experiencia de conducción única y emotiva.
Un año después de su estreno, hizo una declaración poderosa que demostró una vez más la supremacía del superdeportivo de Bugatti: estableció otro récord mundial de velocidad para la marca a 408,47 km/h (253,81 mph), que era oficialmente el roadster de producción más rápido del mundo.
Al estar inspirado en el Super Sport, se realizaron numerosos cambios en la parte delantera y trasera del Grand Sport Vitesse para optimizar la aerodinámica.
Se agregaron salidas de aire más grandes en la parte delantera, mientras que la parte trasera cuenta con un difusor doble y un escape doble central al igual que el Super Sport. Su spoiler del techo también llama la atención.
A diferencia del Grand Sport, el exterior del Vitesse está completamente hecho de fibra de carbono, por lo tanto, también estaba disponible opcionalmente con carbono visible con recubrimiento transparente.

### Grand Sport La Finale

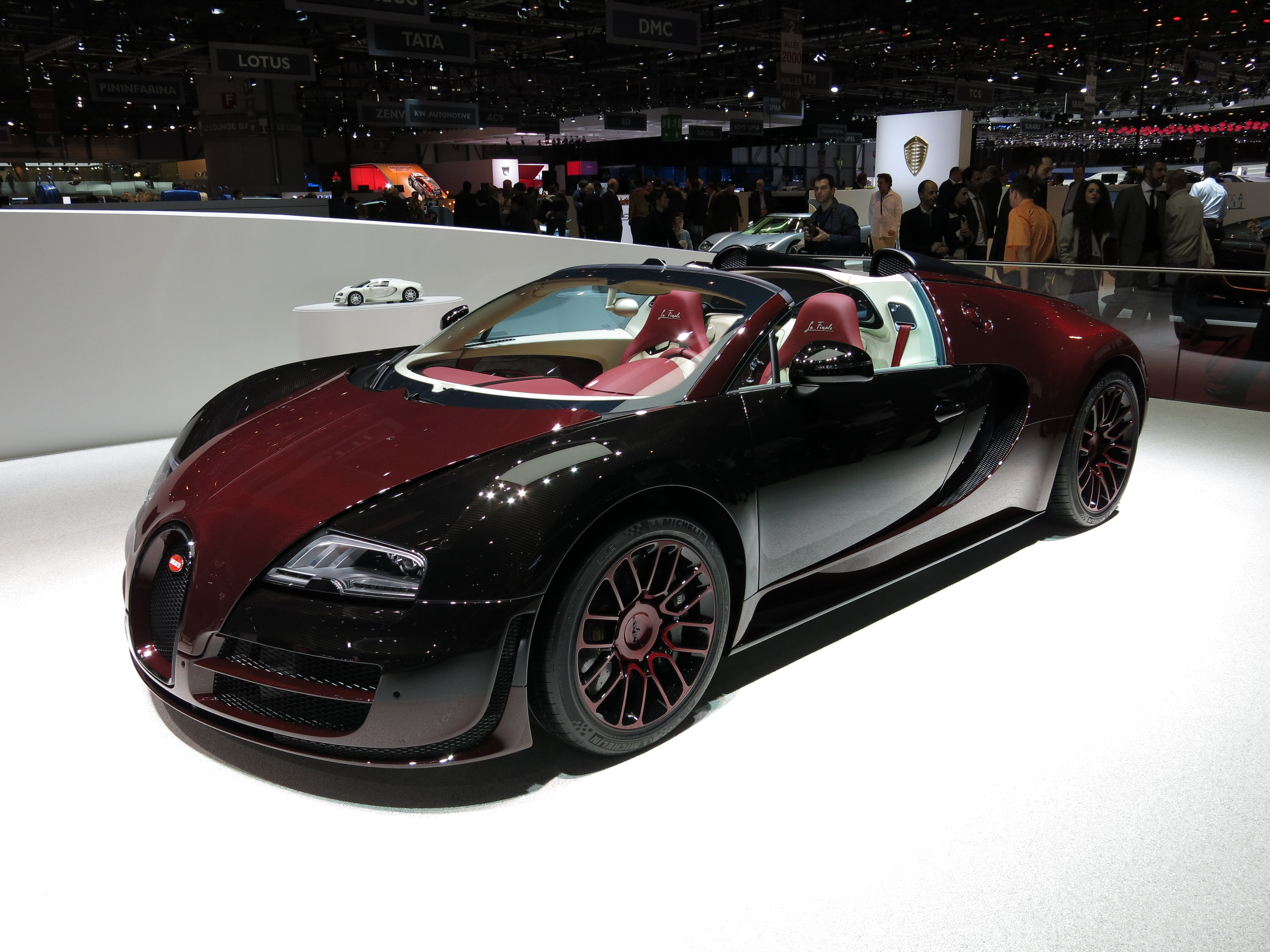
Grand Sport La Finale en el Salón del Automóvil de Ginebra el 3 de marzo de 2015.

Bugatti lanzó una imagen en la que se veía el alerón de un Bugatti Veyron con la inscripción "La Finale". Se trataba del último de los 450 Veyron fabricados y, por tanto, iba a ser algo especial. Se develó el 4 de marzo de 2015 en el Salón de Ginebra.
Es un modelo basado en un Grand Sport Vitesse que luce una decoración bitono, en negro y rojo. Además, la carrocería está fabricada en fibra de carbono vista, aunque pintada por encima en los tonos señalados. Tanto las tomas de aire de techo como la cubierta del intercooler, se han pintado en negro, mientras que los logotipos EB y 16.4 lucen un acabado rojizo.
Las llantas, que también adoptan color rojo, están fabricadas a partir de un único bloque de aluminio y cuentan con el logotipo del elefante de Bugatti, que también se puede encontrar en la tapa del depósito de combustible y en el habitáculo (de bronce y con inscripción 450/450). Este, por cierto, está forrado de cuero al completo, en dos tonos: beige "silk" y rojo "hot spur". Como por fuera, se ha utilizado fibra de carbono en diversas zonas del interior.
La marca cierra el ciclo de diez años de un modelo que ejemplifica a la perfección lo que debe ser un superdeportivo exclusivo, que luego de vender las últimas 450 unidades del Veyron, la marca, propiedad de Volkswagen, expone en el Salón del Automóvil de Ginebra al Bugatti Veyron Grand Sport Vitesse La Finale, marcado con el número de chasis 450, junto a la primera unidad de este coche que fue vendida en 2005.
Cuando diseñaron “La Finale”, los ingenieros y diseñadores se inspiraron en el primer Veyron y llevaron su obra un paso más allá al dotarla de una carrocería de fibra de carbono de color rojo. De hecho, el diseño de la arquitectura exterior está basada en el chasis número 1, creado una década atrás. Luego viene el patrón de dos colores, en cual fue muy popular en los modelos Bugatti de la década de los 20 y los 30. El emblema La Finale aparece en el alerón y en la sección delantera.
Por primera vez en un Veyron, las tomas de aire y la cubierta del intercooler fueron pintadas de color negro. El emblema EB y el número 16.4 también fueron pintados de color Italian Red. Los rines de diseño específico prosiguen el patrón cromático del exterior.
Los asientos tipo butaca fueron tapizados de forma magistral y en las cabeceras destaca el logo La Finale bordado, además de la fibra de carbono que también fue utilizada profusamente en la cabina. La joya del interior es el famoso elefante de Bugatti que aparece en la cubierta localizada entre los dos asiento, el cual fue esculpido en bronce y pintado de color negro que también aparece en la tapa de la toma de combustible y en la cubierta del aceite. Por su parte, el emblema "450/450" también fue pintado de color negro.

## Especificaciones

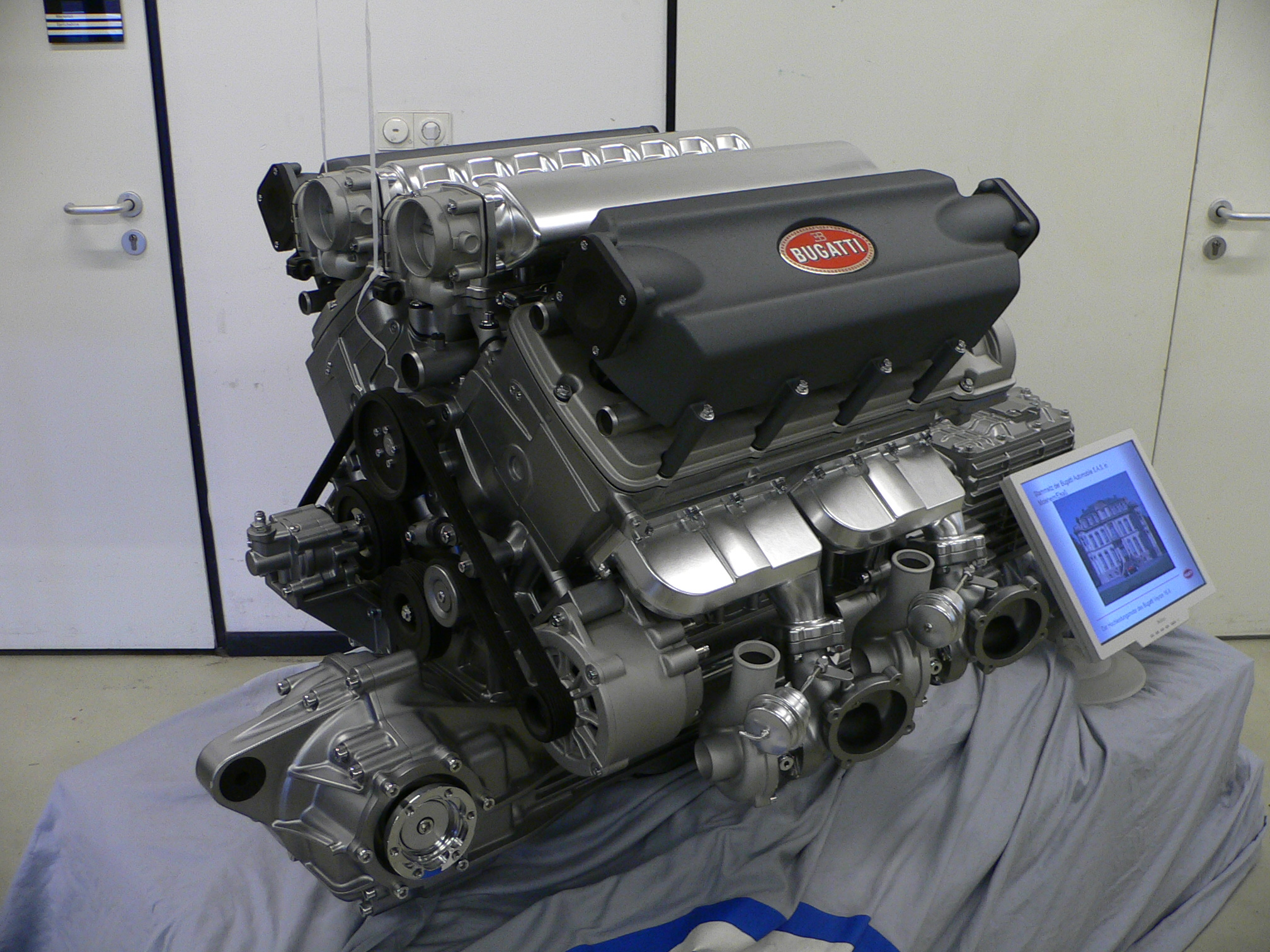
Motor W16 diseñado por el Grupo Volkswagen, en exhibición el 11 de junio de 2005.

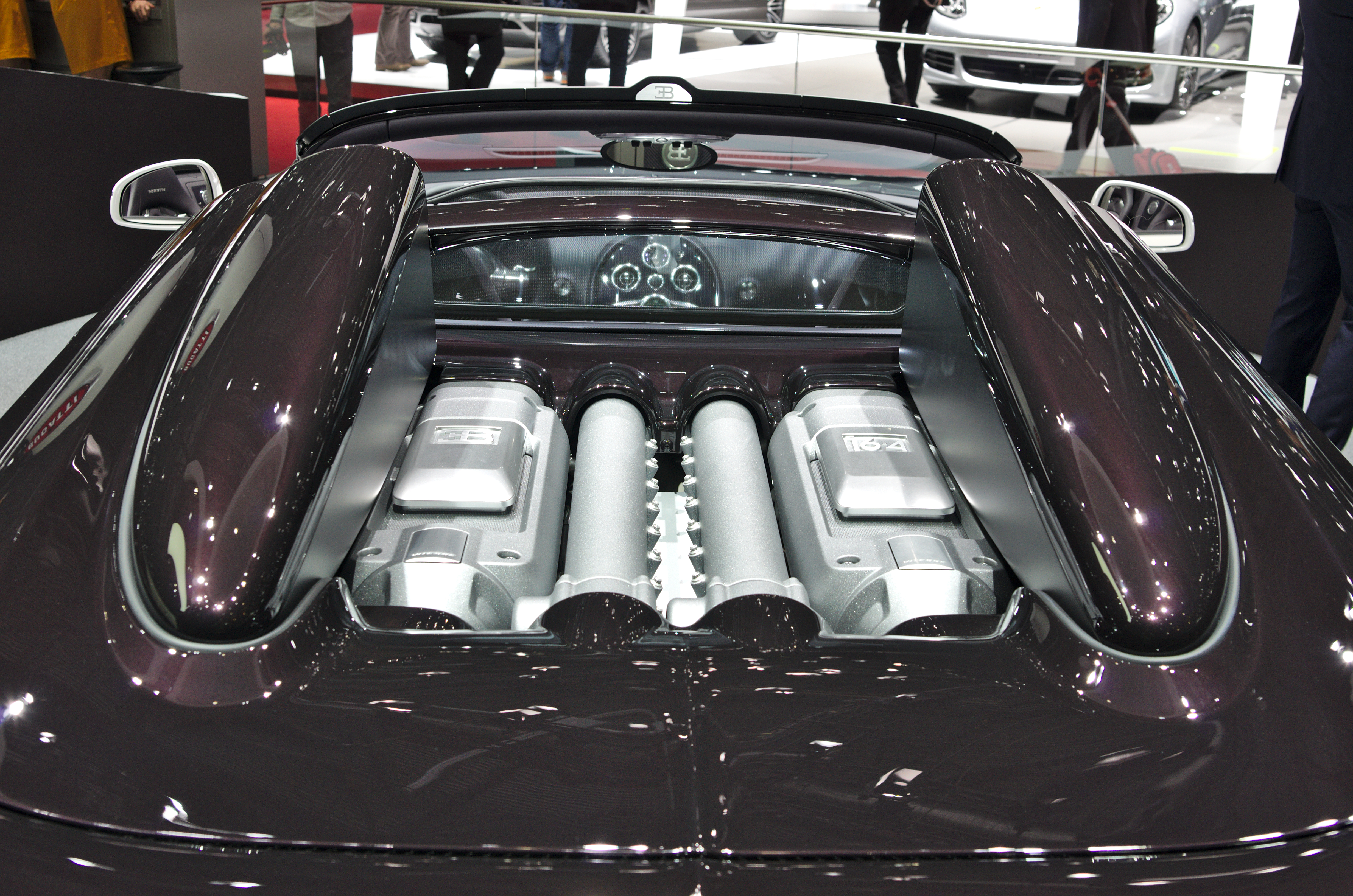
Motor de un Grand Sport Vitesse en el Salón de Ginebra de 2014.

| Modelos                             | Modelos                              | Veyron 16.4                                                                            | Veyron Super Sport                                                                     |
| ----------------------------------- | ------------------------------------ | -------------------------------------------------------------------------------------- | -------------------------------------------------------------------------------------- |
| Alimentación                        | Alimentación                         | Inyección directa, cuádruple turbo de 15,8 psi (108,9 kPa) de presión, con intercooler | Inyección directa, cuádruple turbo de 15,8 psi (108,9 kPa) de presión, con intercooler |
| Distribución                        | Distribución                         | DOHC 4 válvulas por cilindro, con VVT                                                  | DOHC 4 válvulas por cilindro, con VVT                                                  |
| Relación de compresión              | Relación de compresión               | 8.3:1                                                                                  | 8.3:1                                                                                  |
| Diámetro x carrera                  | Diámetro x carrera                   | 86 x 86 mm (3,39 x 3,39 pulgadas)                                                      | 86 x 86 mm (3,39 x 3,39 pulgadas)                                                      |
| Capacidad del tanque de combustible | Capacidad del tanque de combustible  | 100 litros (26,4 galAm)                                                                | 100 litros (26,4 galAm)                                                                |
| Potencia máxima                     | Potencia máxima                      | 1001 CV (987 HP; 736 kW) @ 6000 rpm                                                    | 1200 CV (1184 HP; 883 kW) @ 6400 rpm                                                   |
| Par máximo                          | Par máximo                           | 1250 N·m (922 lb·pie) @ 2200-5500 rpm                                                  | 1500 N·m (1106 lb·pie) @ 3000-5000 rpm                                                 |
| Aceleración                         | 0 a 200 km/h (0 a 124 mph)           | 7.3 segundos                                                                           | 6.7 segundos                                                                           |
| Aceleración                         | Desde parado al 1/4 de milla (402 m) | 10.8 segundos                                                                          | 9.7 segundos                                                                           |
| Aceleración                         | 0 a 300 km/h (0 a 186 mph)           | n/a                                                                                    | 14.6 segundos                                                                          |
| Aceleración                         | 0 a 1 milla (0 a 1,6 km)             | n/a                                                                                    | 23.6 segundos                                                                          |
| Velocidad máxima                    | Velocidad máxima                     | 407 km/h (253 mph)                                                                     | 431 km/h (268 mph)                                                                     |
| Frenada 100 a 0 km/h (62 a 0 mph)   | Frenada 100 a 0 km/h (62 a 0 mph)    | 31,4 m (103 pies)                                                                      | 31,4 m (103 pies)                                                                      |
| Velocidad del cambio de marchas     | Velocidad del cambio de marchas      | <150 milisegundos                                                                      | 100 milisegundos                                                                       |
| Emisiones de CO2                    | Emisiones de CO2                     | 596 g (21,0 onzas)/km                                                                  | 539 g (19,0 onzas)/km                                                                  |

## En la cultura popular
- Aparece en la película de 2014 Transformers: la era de la extinción como "Drift", que es un personaje de los Autobots que se transforma en un Bugatti Veyron Grand Sport Vittese de 2012 color negro y celeste, así como en un helicóptero con los mismos colores en sus modos alternos.[47][48]

- Un modelo 2011 color blanco, tiene una breve aparición en la película de 2015 Rápidos y Furiosos 7, el cual se observa en una caravana junto con otros súper autos mientras recorren el camino hacia Abu Dabi, mismo que es conducido por Roman Pearce, interpretado por el actor Tyrese Gibson.[49][50]

- Aparece una réplica de la versión Super Sport de 2010 en la última carrera de la película de 2014 Need for Speed, con su característica pintura color negro con detalles anaranjados, el cual termina siendo embestido por un vehículo policial.[51][52]

- Un modelo bicolor blanco-crema y celeste, aparece en el videoclip de la canción "Eres Mía" de Romeo Santos, quien conduce el coche mientras sigue a una mujer que va caminando por la calle.[53]

- Otro modelo bicolor negro y gris aparece en el videoclip de la canción "Glitta", el cual es conducido por el artista Tyga circulando por las calles de Beverly Hills.[54]

- En el videoclip Look What You Made Me Do de Taylor Swift, un modelo color dorado que es chocado de frente en un poste de luz, al ser conducido por la misma cantante.[55]

También ha aparecido en varias franquicias y series de videojuegos de carreras, tales como: Asphalt, Need for Speed, Forza, Gran Turismo, entre otros.